# コメツキムシ

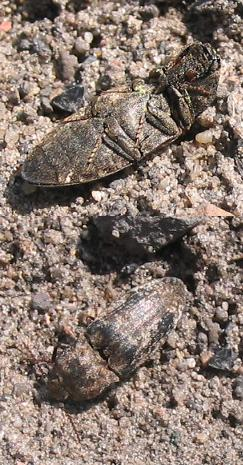
擬死行動をとるコメツキムシ

コメツキムシ（米搗虫、叩頭虫）は、昆虫綱コウチュウ目に属するコメツキムシ科に属する昆虫の総称である。和名をコメツキムシとする種はない。
仰向けにすると、自ら跳ねて元に戻る能力がある小型甲虫。米をつく動作に似ていることからこの名前がある。ただしベニコメツキ属など跳ねないものもいる。

## 特徴

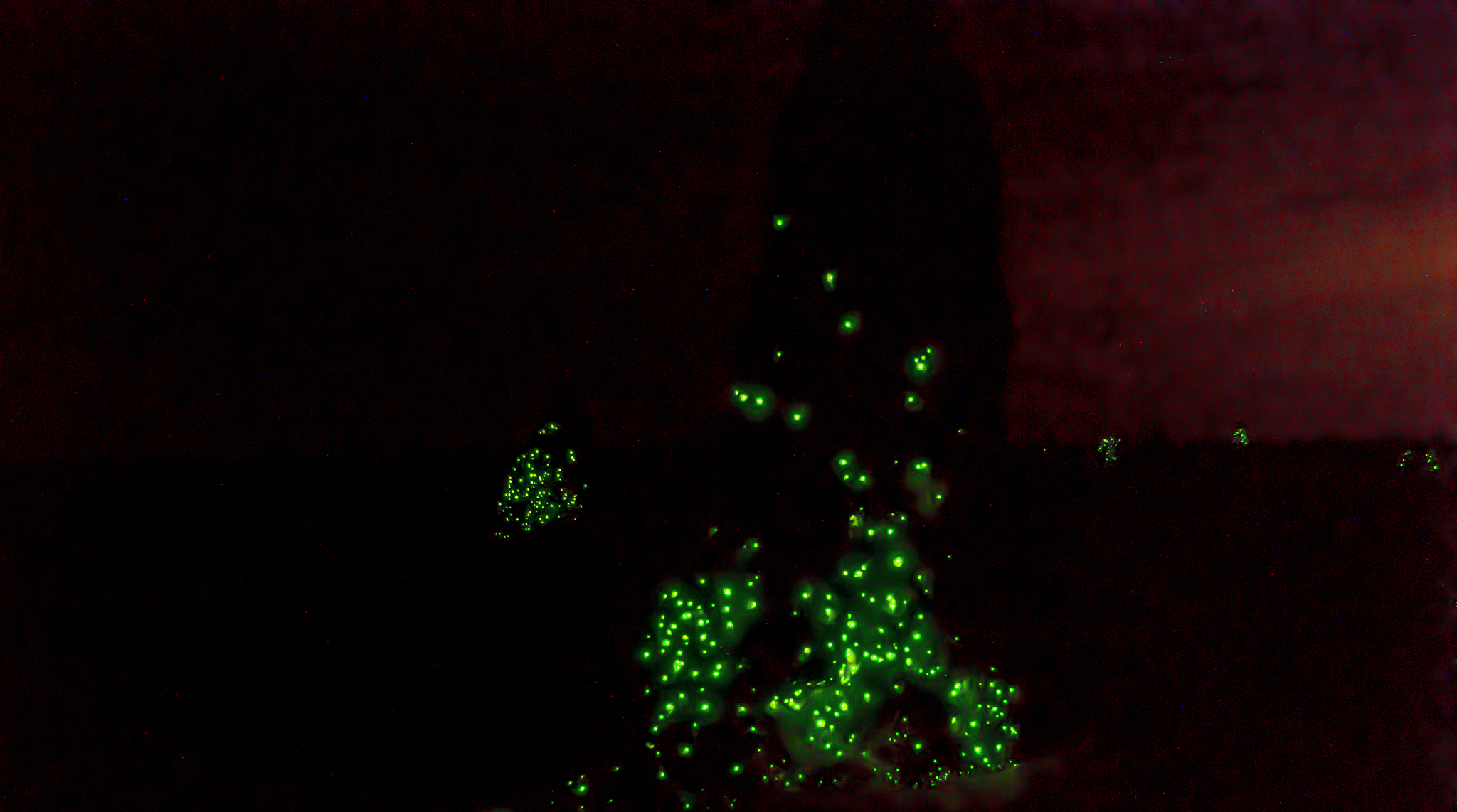
Pyrearinus termitilluminans の幼虫が居候するシロアリ塚で発光する。ブラジル、ゴイアス州ミネイロスにて。

比較的硬い体の甲虫。外見的にはタマムシ類にも似ている。体型としては幅が狭く、縦長で腹背にやや扁平。小さい方は1ミリメートルほどのものから8センチメートルに達するものまであり、日本ではウバタマコメツキ（Cryptalaus berus）やヒゲコメツキなどが3センチメートル程度になるのが大きい方である。
頭部はまっすぐ前を向き、口器は小さいがしっかりした噛む口となっている。触角は先細りの単純な形のものが多い。中には節ごとに突き出して鋸歯状や羽状になった例もあり、日本ではヒゲコメツキが立派な触角を持つことで有名。
胸部と腹部は幅広くつながる。前翅は後方に狭まる。体色は全体に単純で地味なものが多く、黒から褐色のものが多い。しかし熱帯では金属光沢を持っているものもあり、日本では八重山諸島に産するヨツモンオオアオコメツキ（Campsosternus matsumurae）などはその例である。また多様な色や斑文を持つものもある。日本ではベニコメツキが真っ赤な前翅を持つのでよく目立つ。主に中南米に生息するヒカリコメツキ類は、多くが胸部の背側に1対の発光器を有する。
コメツキムシ類は形態的に似通った種が多く、外部形態を見ただけでは同定が困難な場合が存在する。そのような際に種を見分ける手掛かりとなるのは交尾器であるが、専門家以外の人間が行うのは難しい。

## 生態
コメツキムシには普段は草や低木の上などに住む種が多い。石の下に住むものもいる。天敵に見つかると足をすくめて偽死行動をとる（世に言う「死んだふり」）。その状態で、平らな場所で仰向けにしておくと跳びはね、腹を下にした姿勢に戻ることができる。（胸-腹の関節を曲げ、胸を地面にたたきつけると誤解されるが、頭-胸を振り上げている。地面に置かず手に持つことで確認できる。（昆虫の構造については昆虫へ））この時はっきりとパチンという音を立てる。英語名のClick beetleはクリック音を出す甲虫を意味する。
天敵などの攻撃を受けてすぐに飛び跳ねる場合もある。これは音と飛び跳ねることによって威嚇していると考えられている。この行動をとらないコメツキムシ科の種も存在する。
幼虫の多くは土壌性で、細長い円筒形で硬く、光沢のある茶色をしているものが多い。腐植質を食べるものや、他の虫を食べるものがいる。栽培植物の根や地下茎などを食害する種もおり、農業や園芸関係では一般に「ハリガネムシ」と呼んで防除の対象にしている。大根やジャガイモなどの害虫として知られるマルクビクシコメツキ（Melanotus fortnumi）、クロクシコメツキ（Melanotus senilis）、クシコメツキ（Melanotus legatus）、トビイロムナボソコメツキ（Agriotes ogurae fuscicollis）、コガネコメツキ（Selatosomus puncticollis）等の幼虫がこれにあたる。標準和名でハリガネムシと呼ばれているのは、類線形動物門に属しコメツキムシと全く異なる生物である。
ヒカリコメツキ類は夜になると自動車のヘッドライトのように連続発光するが、その目的は敵の威嚇と考えられており、刺激を与えることによっても発光する。ブラジルのエマス国立公園で発見された Pyrearinus termitilluminans の幼虫はシロアリ塚に棲みつきしながら発光し、初めて「光るシロアリ塚」のことが記録された1850年以来、複数の旅行者たちから関心の的とされてきたが、この発光に関してはシロアリなどが光に集まる習性を利用しておびき寄せ、捕食するためのものであると考えられている。

## 分類
世界で約10000種、日本で約700種が知られる。一部を記した。なお、種名など、科以下の分類群名はコメツキムシの前に様々な修飾がつくが、コメツキムシの「ムシ」は省略して記するのが普通。

### クシヒゲムシダマシ亜科 Cebrioninae

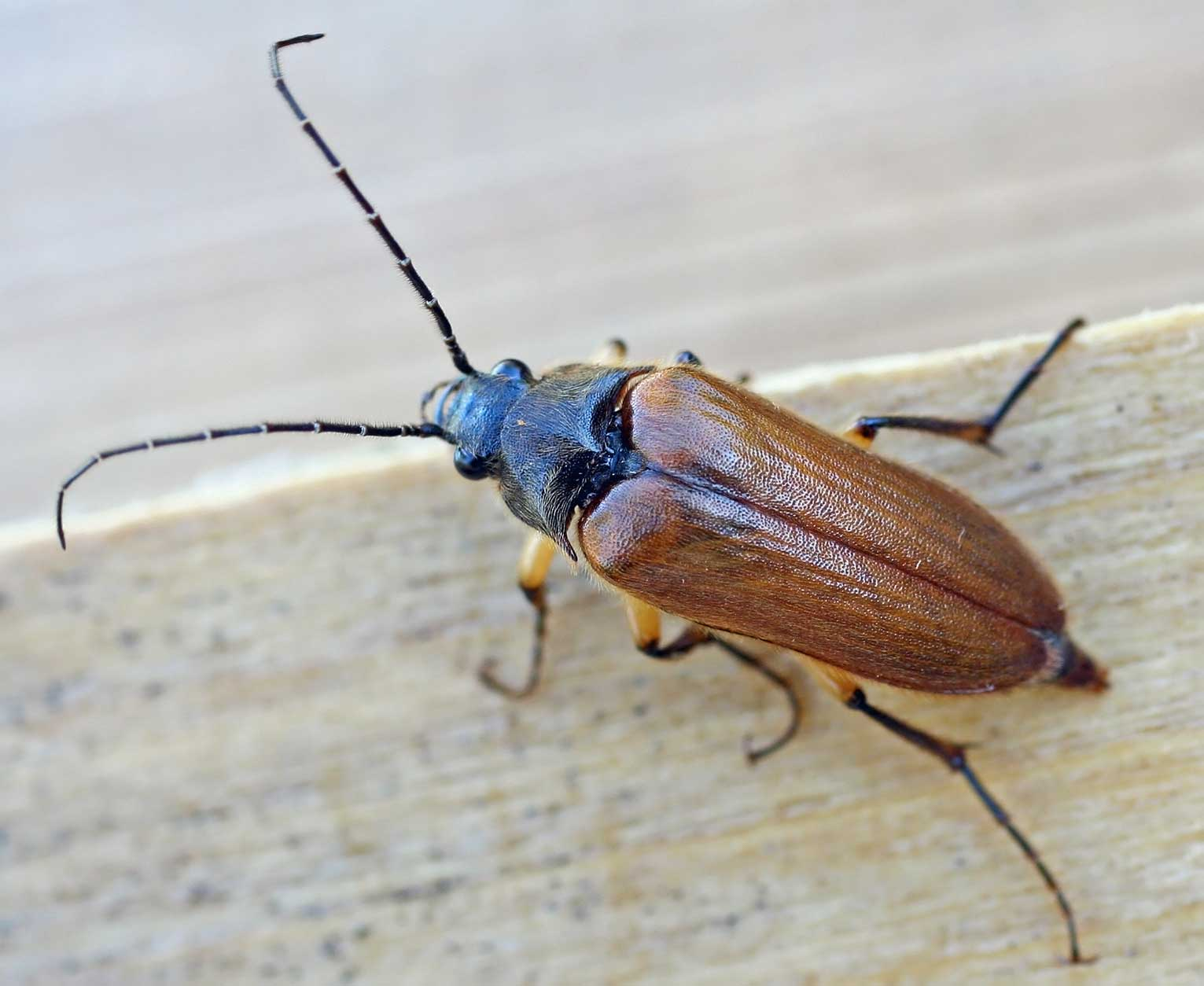
Cebrio gigas

クシヒゲムシダマシ亜科（Cebrioninae Latreille, 1802）は、Cebrio 属をタイプ属とする分類群。旧北区産の下位分類は Sánchez-Ruiz & Löbl (2007) による。
- Analestesa Leach, 1824
- Cebrio A.G. Olivier, 1790
  - Cebrio gigas (Fabricius, 1787)（シノニム: Cistela gigas Fabricius, 1787）- スペイン、フランス、イタリアに分布。
- Cebriophipis Chevrolat, 1875
- Paulusiella Löbl, 2007
- Scaptolenus
  - アメリカクシヒゲムシダマシ Scaptolenus lecontei Chevrolat, 1874 - 米国ルイジアナ州やテキサス州に分布[10]。

### サビキコリ亜科 Agrypninae
サビキコリ亜科（Agrypninae Candèze, 1857）。分類情報は Kundrata et al. (2019:87–123) に従う。
- 族 Agrypnini
  - Acrocryptus Candèze, 1874
  - Adelocera Latreille, 1829（シノニム: Aganolacon Ôhira, 1978、Brachylacon Motschulsky, 1858）[15]
    - ミゾムネチビサビキコリ Adelocera brunneus[12] (Lewis, 1894)（シノニム: Lacon brunneus Lewis, 1894）- 日本に分布し[15]、タイプ産地は "Oyama"[16]。
    - シロオビチビサビキコリ[12][17] Adelocera difficilis Lewis, 1894[18][19]（シノニム: Lacon difficilis Lewis, 1894）- 日本（本州、四国、九州、トカラ列島、琉球諸島[17]）や台湾に分布し[15]、タイプ産地は長崎[16]。
    - イチハシチビサビキコリ[20] Adelocera ichihashii Ôhira, 1978 - 日本に分布[21]。
    - Adelocera omotoensis Ôhira, 1978 - 石垣島に分布[21]。
    - Adelocera shirozui (Ôhira, 1967)（シノニム: Brachylacon (Aganolacon) shirozui Ôhira, 1967[15]）。
      - A. s. ishigakiensis (Ôhira, 1967) - 石垣島に分布する亜種[21]。
      - A. s. shirozui - 台湾に分布する基亜種[21]。

    - Adelocera tumens (Candèze, 1873)（シノニム: Lacon tumens Candèze, 1873[22]）- 日本、台湾、中国（福建省、広東省）に分布[21]。

  - Agraeus Candèze, 1857
  - サビキコリ属 Agrypnus Eschscholtz, 1829（シノニム: Colaulon Arnett, 1952、Paralacon Reitter, 1905、Sabikikorius Nakane & Kishii, 1955、Sagojyo Kishii, 1964）[21]
    - Agrypnus amamianus (Kishii, 1974) - 日本に分布し、記載当初は Colaulon 属[21]。
    - アマミホソサビキコリ[17] Agrypnus amamiensis Miwa, 1934 - 記載当初は Paralacon 属[21]。
      - A. a. amamiensis - 奄美大島、徳之島、喜界島に分布する基亜種[21]。
      - A. a. arenicola Nakane & Kishii, 1955 - トカラ列島の宝島に分布する亜種[21][17]。
      - A. a. okinawanus (Ôhira, 1967) - 沖縄本島に分布する亜種で、記載当初は Adelocera 属[21]。

    - サビキコリ[17] Agrypnus binodulus (Motschulsky, 1861)（シノニム: Lacon binodulus Motschulsky, 1861）
      - A. b. binodulus - 日本（北海道、本州、四国、九州、屋久島[17]）、韓国、北朝鮮、極東ロシア、中国江西省に分布する基亜種[23]。
      - A. b. coreanus Kishii, 1961 - 日本（対馬）、韓国、北朝鮮、中国（遼寧省、甘粛省、河南省、湖北省）に分布する亜種[23]。

    - ムナビロサビキコリ[17] Agrypnus cordicollis (Candèze, 1865)（シノニム: Lacon cordicollis Candèze, 1865[24]）- 日本（北海道、本州、四国、九州、屋久島[17]）、朝鮮半島、中国江西省に分布[23]。
    - ホソサビキコリ[17] Agrypnus fuliginosus (Candèze, 1865)（シノニム: Lacon fuliginosus Candèze, 1865[25]）- 日本（北海道、本州、四国、九州、屋久島[17]）、韓国、中国河北省に分布[23]。
    - ハマベヒメサビキコリ[17] Agrypnus miyamotoi (Nakane & Kishii, 1955) - 記載当初は Cryptolacon 属[26]。
      - A. m. miyamotoi - トカラ列島、屋久島、韓国（済州島）に分布する基亜種[26]。

    - Agrypnus murinus (Linnaeus, 1758)（シノニム: Elater murinus Linaeus, 1758）- ヨーロッパから極東ロシアにかけて分布[26]。
    - ヒメサビキコリ[17] Agrypnus scrofa (Candèze, 1873)（シノニム: Lacon scrofa Candèze, 1873[22]）- 日本（北海道、本州、四国、九州[17]）、韓国、中国江西省に分布[27]。
    - Agrypnus scutellaris (Candèze, 1895) - 記載当初は Lacon 属[27]。
      - サキシマシロモンサビキコリ[28] A. s. hamai Ôhira, 1967 - 琉球諸島に分布する亜種[27]。
      - シロモンサビキコリ[28] A. s. scutellaris - トカラ列島、奄美、沖縄本島に分布する基亜種[27]。

    - Agrypnus tsushimensis Ôhira, 1986
      - ツシマヒメサビキコリ[29] A. t. tsushimensis - 日本に分布する基亜種[27]。
      - A. t. kusuii Ôhira, 2004 - 日本に分布する亜種[27]。

    - Agrypnus yuppe (Kishii, 1964)（シノニム: Sagojyo yuppe (Kishii, 1964)）- 琉球諸島に分布し、記載当初は Colaulon 属[30]。

  - Candanius Hayek, 1973
  - Carlota Arias-Bohart, 2014
  - Christinea Gurjeva, 1987
    - Christinea mirabilis Gurjeva, 1987 - ウズベキスタンやトルクメニスタンに分布[30]。

  - Compsolacon Reitter, 1905
  - Compresselater Platia & Gudenzi, 2006
  - Danosoma C.G. Thomson, 1859
    - Danosoma conspersa (Gyllenhal, 1808)（シノニム: Elater conspersus Gyllenhal, 1808）- 朝鮮半島（少なくとも北朝鮮）、モンゴル、ロシア（極東ロシア、東西シベリア、北ヨーロッパ側）、ヨーロッパ（フィンランド、エストニア、ラトヴィア、ポーランドなど）に分布[30]。
    - Danosoma fasciata (Linnaeus, 1758)（シノニム: Elater fasciatus Linnaeus, 1758）- 日本、朝鮮半島、中国（甘粛省、新疆ウイグル自治区）、モンゴル、カザフスタン、ロシア（極東ロシア、東西シベリア、北ヨーロッパ側）、トルコ、ヨーロッパに分布[30]。

  - Dilobitarsus Latreille, 1834
  - Eidolus Candèze, 1857
  - Elasmosomus Schwarz, 1902
  - Hemicleus Candèze, 1857
  - サビコメツキ属 Lacon Laporte, 1838（シノニム: Alaotypus Schwarz, 1902、）
    - オガサワラサビコメツキ Lacon boninensis (Ôhira, 1970)（シノニム: Alaotypus boninensis Ôhira, 1970）[31]- 小笠原諸島に分布。
    - Lacon churakagi (Ôhira, 1971) - 琉球諸島に分布し、記載当初は Alaotypus 属[32]。
    - オオサビコメツキ[17] Lacon maeklinii Candèze, 1865)（シノニム: Adelocera maeklinii Candèze, 1865）
      - Lacon maeklinii maeklinii - 日本、朝鮮半島、中国（広西チワン族自治区）に分布する基亜種[33]。
      - Lacon maeklinii maenamii (Ôhira, 1969) - 日本に分布する亜種で、記載当初は Alaotypus 属扱いであった[33]。

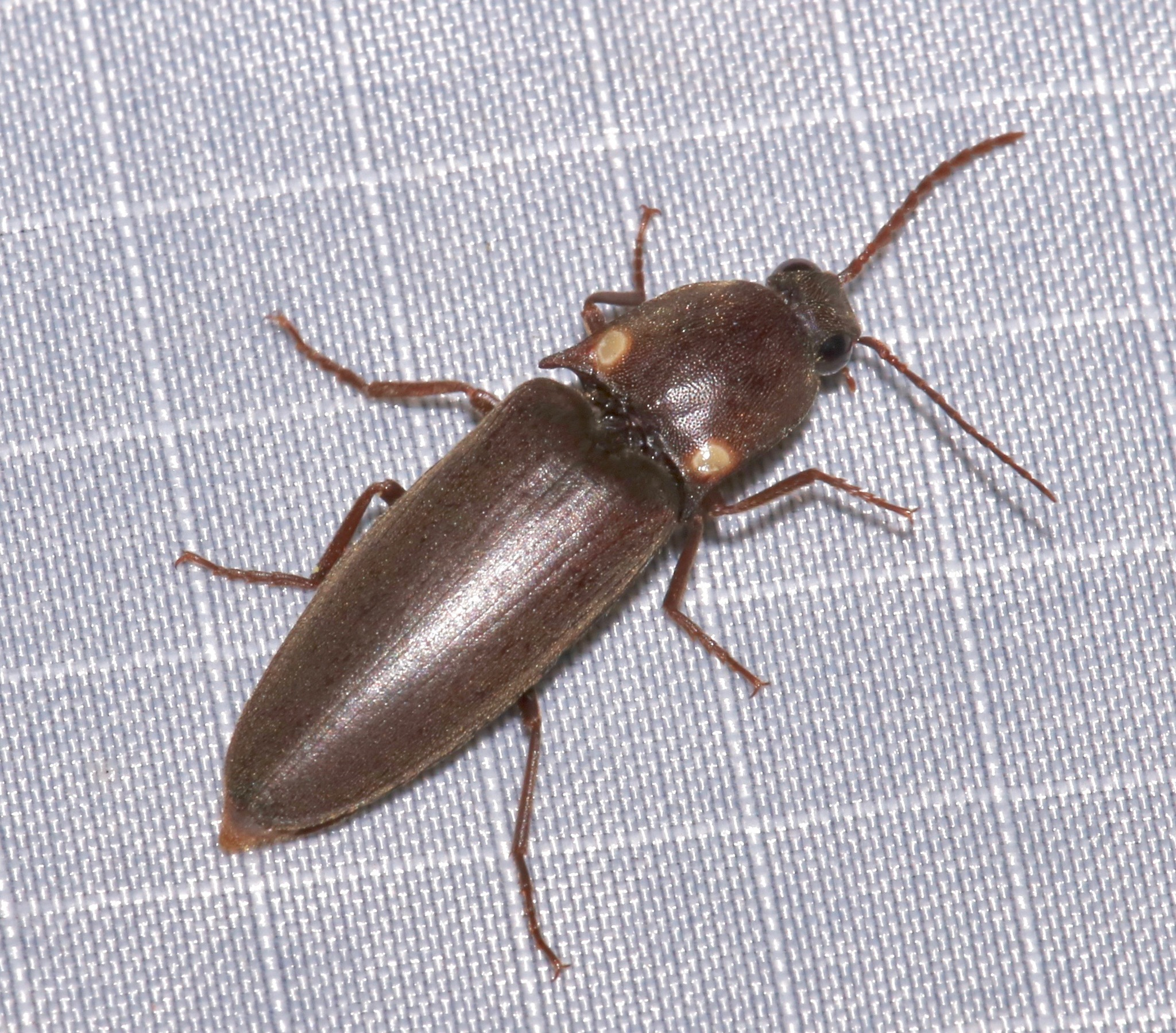
nl ［サビキコリ亜科 Pyriophorini 族］

    - アカネマルヒゲコメツキ[34] Lacon mausoni Hayek, 1973(ウィキスピーシーズ) - タイプ産地はベトナムのランソン省ロックビン県であり、台湾にも分布する[33]。
    - ネッタイサビコメツキ[35] Lacon modestus (Boisduval, 1835)（シノニム: Elater modestus Boisduval, 1835）- 硫黄島、台湾、イラン、サウジアラビア、カタール、オマーンに分布し、東洋区、エチオピア区、新熱帯区、オーストラリア区にも跨る[33]。
    - コガタノサビキコリ[17] Lacon parallelus (Lewis, 1894)（シノニム: Adelocera parallerus Lewis, 1894）- 別名: コガタノサビコメツキ[11]
      - Lacon parallelus amamiensis Ôhira, 1967 - 日本に分布する亜種[33]。
      - Lacon parallelus parallelus - 日本（北海道、本州、四国、九州[17]）、朝鮮半島、中国吉林省に分布する基亜種[33]。

    - Lacon quadrinodatus Lewis, 1894（シノニム: Kobulacon quadrinodatus (Lewis, 1994)）- 日本に分布[33]。
    - タイワンオオサビコメツキ[36] Lacon ramatasenseni (Miwa, 1934)(ウィキスピーシーズ) - 台湾に分布。
    - ヤエヤマサビコメツキ[29] Lacon yayeyamanus Miwa, 1934（シノニム: Adelocera yayeyamana Miwa, 1934[37]）- 琉球諸島に分布[38]。

  - Meristhus Candèze, 1857
    - スナサビキコリ[17] Meristhus (Sulcimerus) niponensis (Lewis, 1894) - 日本（本州、四国、九州、種子島[17]）や韓国に分布[39]。

  - Octocryptus Candèze, 1892
  - Optaleus Candèze, 1857
  - Rismethus Fleutiaux, 1947
    - ケシツブスナサビキコリ[17] Rismethus ryukyuensis Ôhira, 1999 - 日本（九州、トカラ諸島、琉球諸島[17]）や台湾（緑島）に分布[39]。
    - Rismethus scobinula (Candeze, 1857)（シノニム: Meristhus scobinula Candèze, 1857[40]）- 日本や台湾、東洋区、新北区に分布する[39]。

  - Saudilacon Chassain, 1983
  - Scaphoderus Candèze, 1857
  - Stangellus Golbach, 1975
  - Sulcilacon Fleutiaux, 1927
  - Trieres Candèze, 1900
- 族 Anaissini Gobach, 1984
  - Agnostelater Costa, 1975
  - Alampoides Schwarz, 1906
  - Anaissus Candèze, 1857
  - Coctilelater Costa, 1975
  - Peralampes Johnson, 2002
- 族 Euplinthini Costa, 1975
  - 亜族 Cleidocostina Johnson, 2002
    - Cleidocosta Johnson, 2002
    - Meroplinthus Candèze, 1891
    - Pyrischius Hyslop, 1921

  - 亜族 Compsoplinthina Costa, 1975
    - Compsoplinthus Costa, 1975(ウィキスピーシーズ)
      - Compsoplinthus ruber (Candèze, 1878)（シノニム: Pyrophorus ruber Candèze, 1878）- タイプ産地はブラジルのバイーア州。

  - 亜族 Euplinthina Costa, 1975
    - Arcanelater Costa, 1975(ウィキスピーシーズ)
      - Arcanelater spurius (Germar, 1841)(ウィキスピーシーズ)（シノニム: Pyrophorus spurius Germar, 1841）- タイプ産地はブラジルのリオグランデ・ド・スル州ポルト・アレグレ。

    - Euplinthus Costa, 1975
    - Paraphileus Candèze, 1882

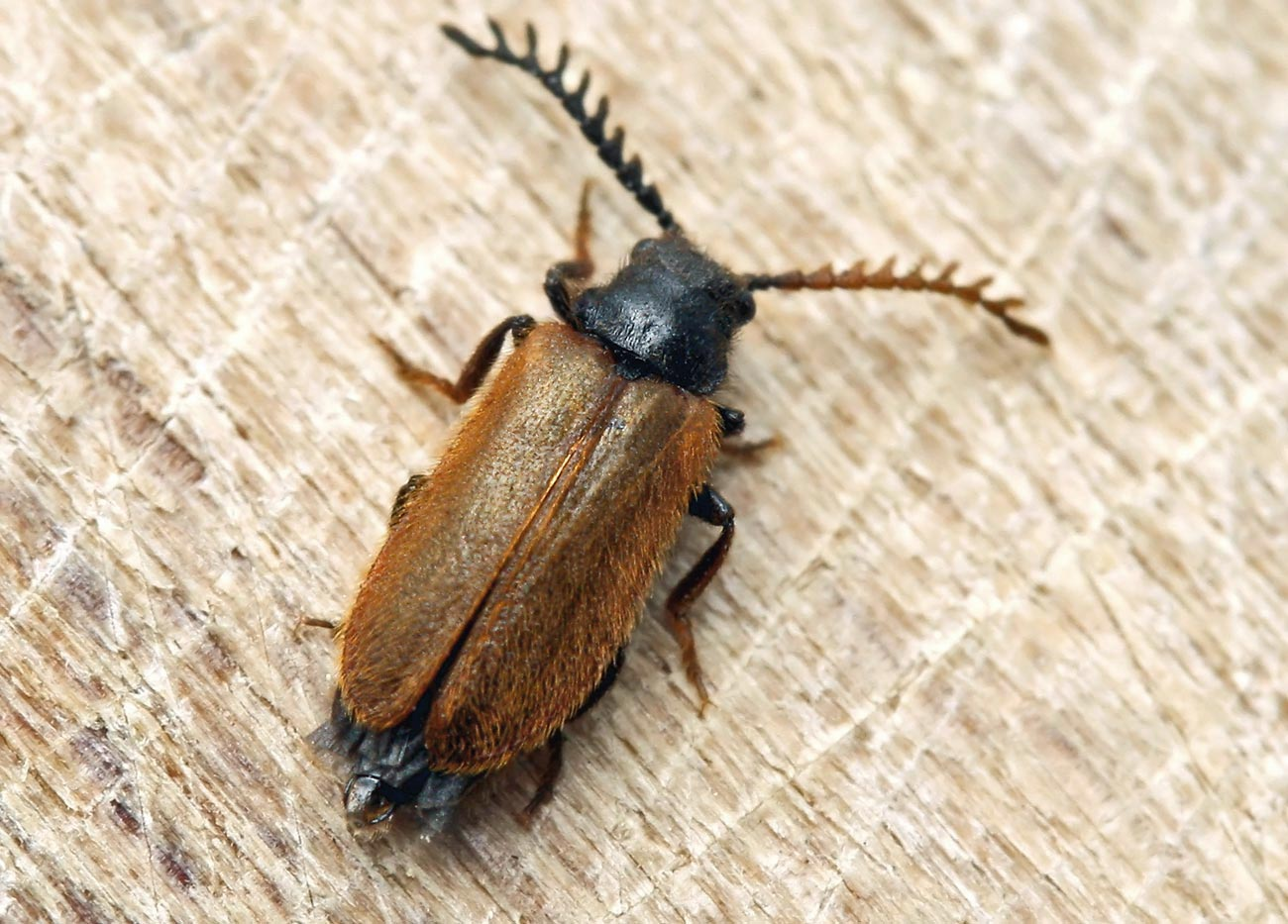
キバネクシヒゲホタルモドキ ［サビキコリ亜科 Drilini 族］

- 族 Drilini Blanchard, 1845 - かつては独立科クシヒゲホタルモドキ科[10]（Drilidae Blanchard, 1845）とされていた[41]が、分子系統学的研究の結果2011年にコメツキムシ科サビキコリ亜科の一族として扱うことが提唱された[42]。
  - Drilorhinus Kovalev, Kirejtshuk & Shapovalov, 2019 - 2019年にイラン産の新種 Drilorhinus klimenkoi Kovalev, Kirejtshuk & Shapovalov, 2019(ウィキスピーシーズ) と共に新設された属[43]。
  - Drilus G.A. Olivier, 1790(ウィキスピーシーズ)
    - キバネクシヒゲホタルモドキ[10] Drilus flavescens G.A. Olivier, 1790 - ヨーロッパ（スペイン、フランス、マルタ、イタリア、スイス、ドイツ、オーストリア、スウェーデン）に分布[44]。

  - Flabelloselasia Kundrata & Bocak, 2017
  - Kupeselasia Kundrata & Bocak, 2017
  - Lolosia Kundrata & Bocak, 2017
  - Malacogaster Bassi, 1834(ウィキスピーシーズ)
  - Microselasia Kundrata & Bocak, 2017
  - Namibdrilus Kundrata & Packova, 2024 - 2024年にナミビア産の新種 Namibdrilus albertalleni Kundrata & Packova, 2024 と共に新設された属[45]。
  - Selasia Laporte, 1838
  - Wittmerselasia Kundrata & Bocak, 2017

- 族 Hemirhipini

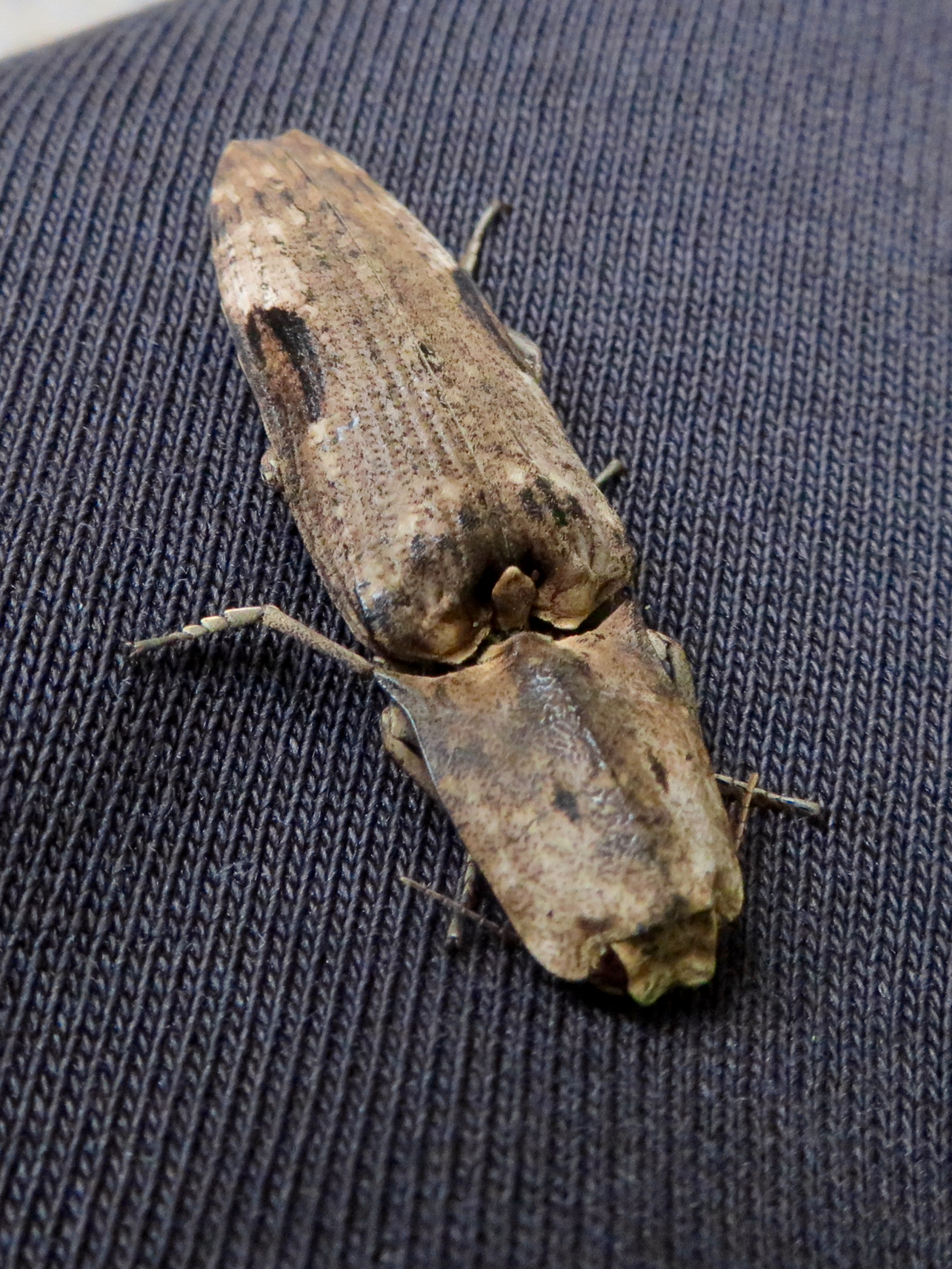
フタモンウバタマコメツキ ［サビキコリ亜科 Hemirhipini 族］

  - 亜族 Hemirhipina
    - Alaolacon Candèze, 1865
    - Alaomorphus Hauser, 1900
    - Alaus Eschscholtz, 1829
      - アリゾナメダマコメツキ Alaus zunianus Casey, 1893 - 米国アリゾナ州南東部の山地に分布する[10]。

    - Aliteus Candèze, 1857
    - Aphileus Candèze, 1857
    - Austrocalais Neboiss, 1967
    - Calais Laporte, 1838
    - Catelanus Fleutiaux, 1942
    - Chalcolepidinus Pjatakowa, 1941
    - Chalcolepidius Eschscholtz, 1829(ウィキスピーシーズ)
      - グンジョウハビロウバタマコメツキ Chalcolepidius lacordairii Candèze, 1857 - メキシコに分布[34]。
      - ヘリスジタマコメツキ Chalcolepidius limbatus (Fabricius, 1777) - ヴァージン諸島、南米北部および中部に分布[10]。
      - ミドリサビコメツキ Chalcolepidius porcatus (Linnaeus, 1767) - エクアドル、ペルー等に分布[46]。

    - Chalcolepis Candèze, 1857
    - Conobajulus Van Zwaluwenburg, 1940
    - Coryleus Fleutiaux, 1942
    - ウバタマコメツキ属 Cryptalaus Ôhira, 1967
      - ウバタマコメツキ[17] Cryptalaus berus (Candèze, 1865)（シノニム: Alaus berus Candèze, 1865）- 日本（北海道、本州、四国、九州、小笠原諸島、南西諸島[17]）、台湾、韓国、中国南部（海南省含む）に分布し、東洋区（インドシナ[17]）にも跨る[47]。
      - シロウバタマコメツキ Cryptalaus lacteus - マレーシアに分布[48]。
      - フタモンウバタマコメツキ[17] Cryptalaus larvatus (Candèze, 1874)（シノニム: Alaus larvatus (Candèze, 1874)）
        - Cryptalaus larvatus larvatus - 日本（小笠原諸島、琉球諸島）、台湾、中国南部（海南省含む）、東洋区に分布する基亜種[47]。
        - Cryptalaus larvatus pini (Lewis, 1894) - 日本（本州、四国、九州[17]）や中国（江西省、四川省）に分布する亜種で、記載当初は Alaus 属扱いであった[47]。

      - シロマダラウバタマコメツキ Cryptalaus speciosus - インド原産[34]。
      - オオウバタマコメツキ[17] Cryptalaus yamato (Nakane, 1957) - 日本（本州、四国、九州[17]）に分布し、記載当初は Alaus 属扱いであった[47]。

    - Euphemus Laporte, 1838
    - Fusimorphus Fleutiaux, 1942
    - Hemirhipus Berthold, 1827
    - Lycoreus Candèze, 1857
    - Mocquerysia Fleutiaux, 1899
    - Neoabiphis Kundrata & Bouchard, 2019(ウィキスピーシーズ)
    - Neocalais Girard, 1971
    - Neolycoreus Kundrata & Bouchard, 2019(ウィキスピーシーズ)
      - マラガシーサビコメツキ[34]Neolycoreus alluaudi (Candèze, 1900)（シノニム: Lycoreus alluaudi Candèze, 1900）- マダガスカルに分布。
      - ネコメマダガスカルコメツキ[10] Neolycoreus corpulenta (Candèze, 1899)（シノニム: Lycoreus corpulentus Candèze, 1899）- マダガスカルに分布。
      - マダガスカルヒトツメコメツキ[49] Neolycoreus regalis (Candèze, 1857)（シノニム: Lycoreus regalis Candèze, 1857）- マダガスカルに分布。

    - Nycterilampus Montrouzier, 1860
    - Pherhimius Fleutiaux, 1942
    - Phertetrigus Schimmel & Tarnawski, 2012
    - Phibisa Fleutiaux, 1942
    - Propalaus Casari, 2008
    - Pseudocalais Girard, 1971
    - Punctodensus Patwardhan, Schimmel & Athalye, 2009
    - Saltamartinus Casari, 1996
    - Thoramus Sharp, 1877

  - 亜族 Ludioctenina Jakobson, 1913
    - Collisarius Schimmel & Tarnawski, 2012
    - Cuneateus Schimmel & Tarnawski, 2012
    - Ludioctenus Fairmaire, 1893
    - Platianellus Schimmel & Tarnawski, 2012
    - Tetrigus Candèze, 1857
      - Tetrigus fujitai Ôhira, 1978 - 小笠原諸島に分布[50]。
      - オガサワラクシヒゲコメツキ[31] Tetrigus kusuii Ôhira, 1974 - 小笠原諸島に分布。
      - オオクシヒゲコメツキ[17] Tetrigus lewisi Candèze, 1873[51] - 日本（北海道、本州、四国、九州[17]）、韓国、台湾、中国に分布[50]。
      - Tetrigus okinawensis Ôhira, 1967 - 琉球諸島に分布[50]。

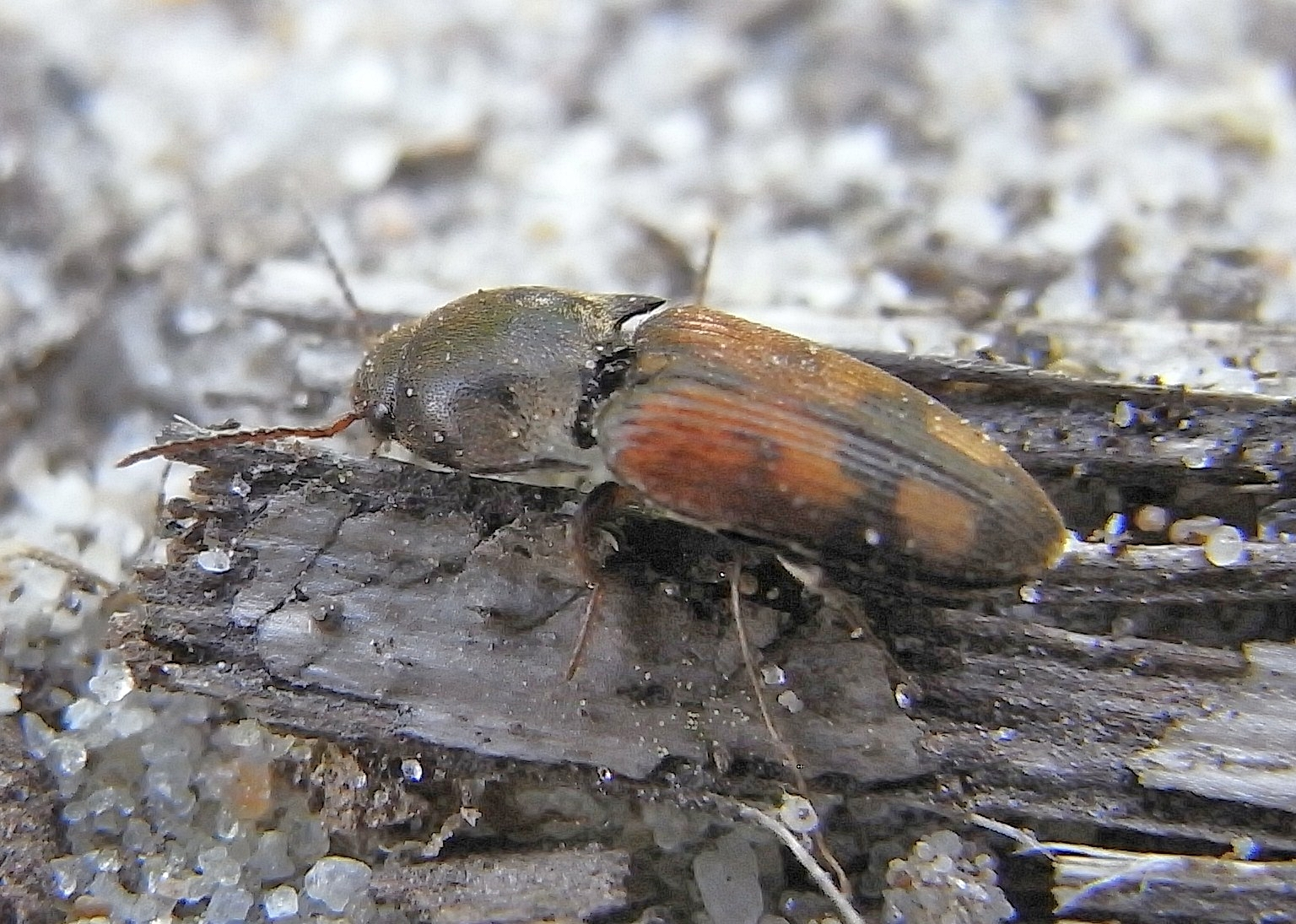
Drasterius bimaculatus ［サビキコリ亜科 Oophorini 族］

- 族 Oophorini Gistel, 1848
  - Aeoloderma Fleutiaux, 1928(ウィキスピーシーズ)
    - スジマダラチビコメツキ[17] Aeoloderma brachmana (Candèze, 1859) - 日本（本州、四国、九州、トカラ列島、琉球諸島[17]）、台湾、中国南部（福建省、江西省、広東省、広西チワン族自治区、湖北省、四川省）、東洋区（東南アジア[17]）に分布し、記載当初は Aeolus 属[39]。

  - Aeoloides Schwarz, 1906
  - Aeolosomus Dolin, 1982
    - Aeolosomus rossii (Germar, 1844)（シノニム: Cryptohypnus rossii Germar, 1844）- ユーラシアに分布[52]。

  - Aeolus Eschscholtz, 1829
  - Apochresis Candèze, 1882
  - Babadrasterius Ôhira, 1994(ウィキスピーシーズ)
    - Babadrasterius sexpunctatus (Miwa, 1927) - 台湾、中国江蘇省に分布し、記載当初は Heteroderes 属であった[52]。
    - ムツテンチビコメツキ[53] Babadrasterius triangularis (Eschscholtz, 1822)(ウィキスピーシーズ) - 日本（琉球諸島）、中国（江蘇省、広東省、海南省）、東洋区に分布し、記載当初は Elater 属であった[52]。
    - ヨナグニチビコメツキ[53] Babadrasterius urabensis Ôhira, 1994(ウィキスピーシーズ) - 琉球諸島に分布[52]。

  - Deronocus Johnson, 1997
  - Drasterius Eschscholtz, 1829(ウィキスピーシーズ)
    - マダラチビコメツキ[17] Drasterius agnatus (Candèze, 1873)（シノニム: Aeolus agnatus Candèze, 1873[54]、Prodrasterius agnatus (Candèze, 1873)）- 日本（本州、四国、九州、トカラ列島、奄美大島、伊是名島[17]）、韓国、北朝鮮、極東ロシア、中国（遼寧省、江西省、湖北省、甘粛省）に分布[55]。
    - Drasterius bimaculatus (P. Rossi, 1790)（シノニム: Elater bimaculatus P. Rossi, 1790）- ヨーロッパ、北アフリカ、アジア（中東および中央アジア）に分布[55]。
    - フタテンチビコメツキ[56] Drasterius brahminus Candèze, 1859 - 日本（琉球諸島）、中国南部、インド北部、「ヒマラヤ」、パキスタンに分布し、東洋区にも跨る[55]。
    - Drasterius collaris Candèze, 1859
      - イリオモテチビコメツキ[57] Drasterius collaris asaokai (Ôhira, 1962) - 琉球諸島に分布する亜種で、記載当初は Prodrasterius 属であった[55]。
      - Drasterius collaris collaris - ネパール、インド北部、パキスタンに分布する基亜種[55]。

    - Drasterius okinawensis Ôhira, 2000 - 日本に分布[58]。
    - ミナミヒラタチビコメツキ[59] Drasterius prosternalis Candèze, 1878(ウィキスピーシーズ)（シノニム: Heteroderes prosternalis (Candèze, 1878)）- タイプ産地は「ヒマラヤ」で[60]、沖縄にも分布し、東洋区にも跨る[58]。

  - Gahanus Platia, 2012
  - Grammephorus Solier, 1851
  - Hartenius Platia, 2007
  - ヒラタチビコメツキ属[53] Heteroderes Latreille, 1834(ウィキスピーシーズ)
    - トカシキヒラタチビコメツキ[59] Heteroderes amplicollis (Gyllenhal, 1817)(ウィキスピーシーズ)（シノニム: H. kusuii Ôhira, 1994）- 新世界、ポリネシア、ミクロネシア、琉球諸島（沖縄島、渡嘉敷島）に分布[61]。
    - チャンギアシブトコメツキ[59] Heteroderes changi Ôhira, 1967 - 台湾に分布する[58]が、鹿児島県でも外来種として確認されている[62]。
    - ヒラタチビコメツキ[59] Heteroderes inexpectatus Kishii, 1969 - 日本に分布し[58]、タイプ産地は茨城県の霞ケ浦近辺であるが、外来種である可能性も存在する[63]。

  - Melanthoides Candèze, 1865
  - ナンヨウチビコメツキ属[59] Monocrepidius Eschscholtz, 1829（シノニム: Conoderus Eschscholtz, 1829）
    - ナンヨウチビコメツキ[35][64] Monocrepidius pallipes Eschscholtz, 1829（シノニム: Conoderus pallipes Eschscholtz, 1829）- ポリネシアからメラネシア地域にかけて広く分布し、硫黄島からも採取されている[35]。

  - オキナワチビコメツキ属[65] Nanseia Kishii, 1985
    - エラブミナミチビコメツキ[65] Nanseia erabuensis (Kishii, 1966)（シノニム: Prodrasterius erabuensis Kishii, 1966）- 琉球諸島、薩南、先島諸島に分布し、東洋区にも跨る[47]。

  - Neodrasterius Kishii, 1996(ウィキスピーシーズ)
    - ヒサマツチビコメツキ[65] Neodrasterius hisamatsui (Ôhira & Satô, 1964)（シノニム: Prodrasterius hisamatsui Ôhira & Satô, 1964）
      - N. h. hisamatsui - 琉球諸島に分布する基亜種[47]。
      - ヤエヤマチビコメツキ[65] N. h. yaeyamensis (Kishii, 1972) - 琉球諸島に分布する亜種で、記載当初は Prodrasterius 属扱いであった[47]。

    - Neodrasterius kiyoyamai Kishii, 1996(ウィキスピーシーズ) - 台湾に分布。

  - Pachyderes Guérin-Méneville, 1829
    - ムネアカヤジリコメツキ Pachyderes ruficollis - インドネシアのブリトゥン島に分布[34]。

  - Paraheteroderes Girard, 2017
  - Phedomeus Candèze, 1889
  - Pseudaeolus Candèze, 1891
  - Telesus Candèze, 1880(ウィキスピーシーズ)
- 族 Platycrepidiini Costa & Casari-Chen, 1993
  - Platycrepidius Candèze, 1859
- 族 Pseudomelanactini Arnett, 1967
  - Anthracalaus Fairmaire, 1888
    - サカグチオオヒラタコメツキ[66] Anthracalaus sakaguchii (Miwa, 1929) - 琉球諸島に分布し、記載当初は Pristilophus 属扱いであった[67]。

  - Lanelater Arnett, 1952
    - Lanelater aequalis (Candèze, 1857) - 日本（石垣島）、台湾、中国、東洋区、エチオピア区に分布し、記載当初は Agrypnus 属[38]。
    - オオクロコメツキ[36] Lanelater politus (Candèze, 1857)(ウィキスピーシーズ) - 台湾、中国（江西省、広東省、海南省）に分布[38]。

- 族 Pyrophorini(ウィキスピーシーズ) - この族の全種が前胸（英語版）や腹部に発光器を有する[68]。少なくともPyrophorus属とPyrearinus属はまとめて「ヒカリコメツキ (類)」の和名で扱われている事例が存在する[3]。分布情報は特記のない限り Costa (1975:85–95) による。
  - 亜族 Hapsodrilina(ウィキスピーシーズ)
    - Hapsodrilus Costa, 1975(ウィキスピーシーズ) - 少なくとも南米に分布する。
    - Ptesimopsia Costa, 1975(ウィキスピーシーズ) - チャコ地域およびブラジルに分布。
    - Pyroptesis Costa, 1975(ウィキスピーシーズ) - ブラジル南東部にのみ分布。
    - Sooporanga Costa, 1975(ウィキスピーシーズ) - ブラジル南東部にのみ分布する Sooporanga formosus (Germar, 1841)(ウィキスピーシーズ) 1種のみの属。

  - 亜族 Nyctophyxina(ウィキスピーシーズ)
    - Cryptolampros Costa, 1975(ウィキスピーシーズ) - 南米 (コロンビア、仏領ギアナ、ブラジル南部) に分布。
    - Nyctophyxis Costa, 1975(ウィキスピーシーズ) - チリに分布。
    - Noxlumenes Costa, 1975(ウィキスピーシーズ) - アルゼンチンに分布する Noxlumenes bardus Costa, 1975(ウィキスピーシーズ) 1種のみの属。

  - 亜族 Pyrophorina(ウィキスピーシーズ)
    - Deilelater Costa, 1975(ウィキスピーシーズ) - 米国の南東部、メキシコ、中米、南米 (西側) に分布。
    - Fulgeochlizus Costa, 1975(ウィキスピーシーズ) - 少なくとも南米の中南部に分布。
    - Hifo Candèze, 1882(ウィキスピーシーズ) - トンガ (トンガタプ島) をタイプ産地とする Hifo pacificus Candèze, 1882(ウィキスピーシーズ) 1種のみの属[69]。
    - Hifoides Schwarz, 1906 - Hifoides semiotoides (Schwarz, 1906) 1種のみの属。
    - Hypsiophthalmus Latreille, 1834(ウィキスピーシーズ) - 主にブラジル南東部に分布。
    - Ignelater Costa, 1975(ウィキスピーシーズ) - 少なくともアンティル諸島に分布。
    - Lygelater Costa, 1975(ウィキスピーシーズ) - 分布の中心はアマゾン川流域であり、中米にも数種が見られる。
    - Metapyrophorus Rosa & Costa, 2009(ウィキスピーシーズ) - 2009年に新設された、トリニダード・トバゴ産の Metapyrophorus pharolim Rosa & Costa, 2009(ウィキスピーシーズ) 1種のみの属[70]。
    - Opselater Costa, 1975(ウィキスピーシーズ) - 主に大西洋岸森林に分布。
    - Phanophorus Solier, 1851 - チリに分布。
    - Photophorus Candèze, 1863(ウィキスピーシーズ)
      - Photophorus bakewelli Candèze, 1863(ウィキスピーシーズ) - タイプ産地はバヌアツ (旧称: ニューヘブリディーズ諸島)[69]。
      - Photophorus jansoni Candèze, 1863(ウィキスピーシーズ) タイプ産地はフィジー[69]。

    - Pyrearinus Costa, 1975(ウィキスピーシーズ) - アマゾン川流域や大西洋岸森林に見られる。
      - Pyrearinus termitilluminans Costa, 1982(ウィキスピーシーズ)

    - Pyrophorus Billberg, 1820(ウィキスピーシーズ) - 大西洋岸森林からアンティル諸島にかけて分布するグループと、アマゾン川流域から中米にかけて分布するグループとが存在する。
      - Pyrophorus noctilucus (Linnaeus, 1758) - 本種のみを指して「ヒカリコメツキ」の和名をあてている事例も存在する[71]。

    - Vesperelater Costa, 1975(ウィキスピーシーズ) - 米国 (アリゾナ州) および中米、メキシコからコスタリカにかけて分布[72]。
- 所属不明 (incertae sedis) のサビキコリ亜科
  - Anathesis Candèze, 1865[73]
    - Anathesis laconioides Candèze, 1865 - 台湾、中国（海南省、雲南省）、東洋区に分布し[30]、タイプ産地は「マレー人の島」[73]

  - Antitypus Candèze, 1882
  - Chrostus Candèze, 1878
  - Dorygonus Candèze, 1859
  - Macromalocera Hope, 1834

### 亜科 Tetralobinae
Tetralobinae Laporte, 1840。2011年の時点ではサビキコリ亜科下の一族とされていたこともあった。分類は Kundrata et al. (2016:130–132) に従う。
- 族 Tetralobini Laporte, 1840
  - Neotetralobus Girard, 1987
  - Paratetralobus Laurent, 1964
  - Pseudalaus Laurent, 1967
  - Pseudotetralobus Schwarz, 1902
  - Sinelater Laurent, 1967
    - Sinelater perroti (Fleutiaux, 1941)（シノニム: Tetralobus perroti Fleutiaux, 1941）- 中華人民共和国南部に分布[15]。

  - Tetralobus Lepeletier & Audinet-Serville, 1828
- 族 Piezophyllini Laurent, 1967
  - Piezophyllus Hope, 1842

### 亜科 Thylacosterninae
Thylacosterninae Fleutiaux, 1920。分類は Vahtera, Muona & Lawrence (2009) に従う。
- Balgus Fleutiaux, 1920[75] - 新世界に分布。

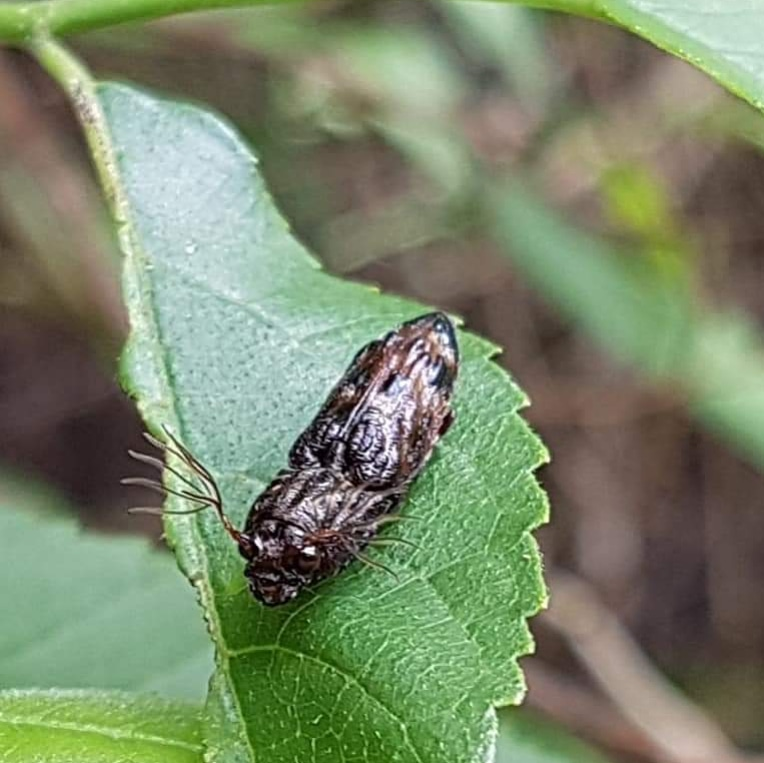
Balgus tuberculosus。ブラジルはミナスジェライス州ベロオリゾンテのマンガベイラス公園にて。

  - ヒカリイボイボコメツキ[10] Balgus schnusei (Heller, 1914) - タイプ産地はペルーで、ボリビアやフランス領ギニアなどにも分布する[75]。
  - クシヒゲイボイボコメツキ[34] Balgus tuberculosus (Dalman, 1823)（シノニム: Melasis tuberculosa Dalman, 1823）- タイプ産地はブラジルであり、同国のバイーア州、エスピリトサント州、ミナスジェライス州、リオデジャネイロ州、サンパウロ州に分布[75]。
- Cussolenis Fleutiaux, 1918 - アジアに分布。
- Lumumbaia Muona & Vahtera - アフリカに分布。
- Pterotarsus Guérin-Méneville, 1829[76] - 新世界に分布。
- Thylacosternus Bonvouloir, 1875 - 新世界に分布。

### ヒゲブトコメツキ亜科 Lissominae
ヒゲブトコメツキ亜科（Lissominae Laporte, 1835）。分類情報は Kundrata et al. (2019:123–126) に従う。
- 族 Lissomini Laporte, 1835
  - Drapetes Dejean, 1821
    - Drapetes abei Nakane, 1985(ウィキスピーシーズ) - 日本に分布[78]。
    - フタモンヒゲブトコメツキ Drapetes mordelloides (Host, 1789) - ヨーロッパやアジア（トルコから極東ロシアにかけて）に分布[78][77]。
    - キボシヒゲブトコメツキ[17] Drapetes torigaii Nakane, 1985(ウィキスピーシーズ) - 日本（本州[17]）に分布[79]。

  - Hypochaetes Bonvouloir, 1859
  - Lissomus Dalman, 1824
  - Osslimus Calder, 1996
  - Paradrapetes Fleutiaux, 1895
- 族 Protelaterini Schwarz, 1902(ウィキスピーシーズ)（シノニム: Senodoniini Schenkling, 1927）[80]- 旧 Senodoniini の属はヒマラヤ山脈、中華人民共和国、東南アジアに分布[81]。
  - Anaspasis Candèze, 1882
  - Austrelater Calder & Lawrence, 1993
  - Protelater Sharp, 1877
  - Rostricephalus Fleutiaux, 1918 - 台湾、ベトナム、カンボジア、ラオスに分布する Rostricephalus vitalisi Fleutiaux, 1918 1種のみの属。
  - Senodonia Laporte, 1838
  - Sossor Candèze, 1883 - インドネシアのスマトラおよびマレーシアのサバ州に分布する Sossor hageni Candèze, 1883 1種のみの属。
  - Sphaenelater Schwarz, 1902
  - Tunon Arias-Bohart, 2013
  - Valdivelater Lawrence & Arias, 2009

### 亜科 Oestodinae
Oestodinae Hyslop, 1917。1917年に暫定的に亜科 Pyrophorinae 下の一族 (Oestodini) として設けられ、その後ヒゲブトコメツキ亜科のシノニムとされていたが、分子系統学研究の結果2016年に下記2属からなる亜科として復活させられた。
- Oestodes LeConte, 1853
- Bladus LeConte, 1861

### 亜科 Campyloxeninae
Campyloxeninae Costa, 1975(ウィキスピーシーズ)。分類情報は Kundrata et al. (2019:121–122) に従う。

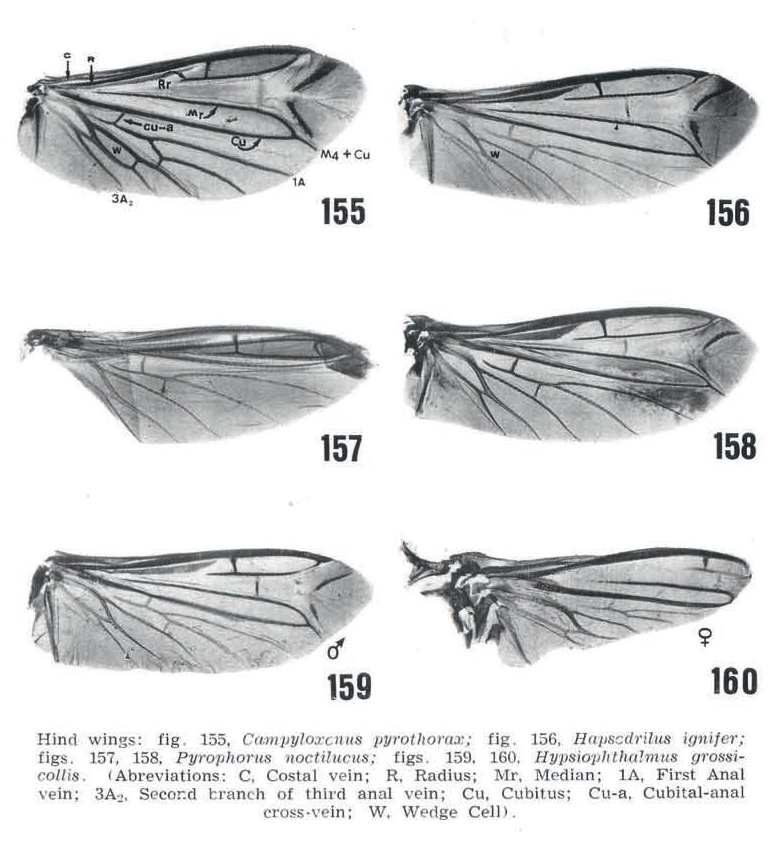
ムネピカコメツキ (図155) とサビキコリ亜科 Pyrophorini 族 (図156-160) の後翅の比較。ムネピカコメツキにのみ楔状の中室が存在。

- Campyloxenus Fairmaire & Germain, 1861(ウィキスピーシーズ) - チリやアルゼンチンに見られるムネピカコメツキ[10] Campyloxenus pyrothorax Fairmaire & Germain, 1861 1種のみの属[85]。元々サビキコリ亜科 Pyrophorini 族の下に置かれていたが、複数の形態的特徴の差異から、1975年にムネピカコメツキ単独（設置当時）の亜科の設置に至った[85]。具体的な差異の詳細は以下の通り[86]。

|                                     | ムネピカコメツキ             | サビキコリ亜科 Pyrophorini 族 |
| ----------------------------------- | ---------------------------- | ----------------------------- |
| つめの基部近くの剛毛が              | ない                         | ある                          |
| 後翅（うしろばね）に楔状の中室が    | ある                         | ない                          |
| 発光器                              | 前胸にはあるが、腹部にはない | 前胸や腹部に存在              |
| 中胸腹板（英: mesosternum）のくぼみ | ほぼ水平                     | 正弦波状                      |

- Malalcahuello Aria-Bohart, 2015(ウィキスピーシーズ) - 2015年に新設された属で、チリ産の Malalcahuello ocaresi Aria-Bohart, 2015(ウィキスピーシーズ) 1種のみの属[87]。

### 亜科 Pityobiinae
京都府レッドデータブック (2002) ではPectocera属のヒゲコメツキがこの亜科のものとして扱われ、「オオコメツキ亜科」とされているが、分子系統学的研究の結果、2016年に下記の2属のみからなる亜科とされ、Kundrata et al. (2019:129–130) もこれに準じている。
- Pityobius LeConte, 1853
- Tibionema Solier, 1851

### カネコメツキ亜科 Dendrometrinae
カネコメツキ亜科（Dendrometrinae Gistel, 1848）。属よりも上位の分類は Bouchard et al. (2011) および簡易的に Kundrata et al. (2019:85) で示されているものによる。
- 族 Dendrometrini Gistel, 1848
  - 亜族 Dendrometrina Gistel, 1848（シノニム: Athoites Candèze, 1859）[89] - 旧北区産の属以下の分類ならびに分布情報は Cate et al. (2007:156–167) の "subtribe Athouina Candèze, 1859" による。 
    - Actapila Candèze, 1891
      - Actapila bruckii (Candèze, 1865)（シノニム: Cryptohypnus bruckii Candèze, 1865）- フランスに分布。

    - Athous Eschscholtz, 1829
    - Athousius Reitter, 1905
      - ホソツヤハダコメツキ[17] Athousius humeralis (Miwa, 1927) - 日本（本州、四国、九州）に分布[17]。記載当初は Megapenthes 属。
      - Athousius isamutanakai Kishii, 2004 - 日本に分布。
      - Athousius kitanoi Ôhira, 1972 - 日本に分布。
      - Athousius obakoensis Kishii, 1976 - 日本に分布。

    - Chinathous Kishii & Jiang, 1996(ウィキスピーシーズ)
      - Chinathous robustus Kishii & Jiang, 1996 - 中国（江西省、広西チワン族自治区）に分布。

    - Elathous Reitter, 1890
      - クリイロツヤハダコメツキ[90] Elathous brunneus (Lewis, 1894)（シノニム: Limonius brunneus Lewis, 1894[91]）- 日本に分布し、タイプ産地は栃木県日光[91]。
      - Elathous yamamotoi Ôhira, 1995 - 日本に分布。

    - カネコメツキ属[92] Gambrinus(ウィキスピーシーズ)（シノニム: Limoniscus Reitter, 1905、Sichuanelater Platia & Gudenzi, 2006）[93]
      - アイヌカネコメツキ[92] Gambrinus ainu Ôhira, 1968（シノニム: Limoniscus ainu (Ôhira, 1968)）- 日本に分布。
      - Gambrinus amamiensis Ôhira, 1966（シノニム: Limoniscus amamiensis (Ôhira, 1966)）- 奄美大島に分布。
      - クロカネコメツキ[92][17] Gambrinus atricolor (Lewis, 1879)（シノニム: Limoniscus atricolor (Lewis, 1879)）- 日本（本州、四国、九州[17]）に分布。記載当初は Limonius 属。
      - Gambrinus hinakurai (Kishii, 1998)（シノニム: Limoniscus hinakurai Kishii, 1998）- 日本に分布。
      - Gambrinus hiramatsui Ôhira, 1976（シノニム: Limoniscus hiramatsui (Ôhira, 1976)）- 日本に分布。
      - Gambrinus hosodai Kishii, 1989（シノニム: Limoniscus hosodai (Kishii, 1989)）- 日本に分布。
      - タテジマカネコメツキ[17] Gambrinus imitans (Lewis, 1894)（シノニム: Limonius imitans Lewis, 1894[94]、Limoniscus imitans (Lewis, 1894)）- 日本（北海道、本州、四国[17]）に分布し、タイプ産地は神奈川県箱根町宮ノ下[94]。
      - Gambrinus katoi (Kishii, 2002)（シノニム: Limoniscus katoi Kishii, 2002）- 日本に分布。
      - Gambrinus kawaharai (Kishii, 2002)（シノニム: Limoniscus kawaharai Kishii, 2002）- 日本に分布。
      - フタキボシカネコメツキ[95][17] Gambrinus kraatzi (Candèze, 1879)（シノニム: Limoniscus kraatzi (Candèze, 1879)）- 記載当初は Limonius 属。
        - G. k. kraatzi（シノニム: Limoniscus k. kraatzi）- 韓国、極東ロシア（アムール[17]）、中国吉林省に分布する基亜種。
        - G. k. nihonicus Kishii, 1966（シノニム: Limoniscus k. nihonicus (Kishii, 1966)） - 日本（本州、四国[17]）に分布する亜種。

      - ヘリアカカネコメツキ[17] Gambrinus limbatipennis Nakane & Kishii, 1955（シノニム: Limoniscus limbatipennis (Nakane & Kishii, 1955)）- 日本（本州、四国[17]）に分布。
      - Gambrinus naomii (Kishii, 1997)（シノニム: Limoniscus naomii Kishii, 1997）- 日本に分布。
      - ニホンカネコメツキ[92] Gambrinus niponensis (Lewis, 1894)（シノニム: Limoniscus niponensis (Lewis, 1894)、Limonius niponensis Lewis, 1894[96]）- 日本に分布し、タイプ産地は "Junsai"[96]。
      - Gambrinus ogatai Kishii, 1985（シノニム: Limoniscus ogatai (Kishii, 1985)）- 日本に分布。
      - ハネアカカネコメツキ[92][17] Gambrinus rufipennis (Lewis, 1894)（シノニム: Limoniscus rufipennis (Lewis, 1894)、Limonius rufipennis Lewis, 1894[97]）- 日本（本州、四国、九州[17]）や韓国に分布し、タイプ産地は熊本県人吉市[97]。
      - Gambrinus rufovittatus Ôhira, 1963（シノニム: Limoniscus rufovittatus (Ôhira, 1963)）- 日本に分布。
      - Gambrinus takabai (Kishii, 1997)（シノニム: Limoniscus takabai Kishii, 1997）- 日本に分布。
      - Gambrinus vittatus (Candèze, 1873)（シノニム: Limoniscus vittatus (Candèze, 1873)、Limonius vittatus Candeze, 1873[98]）- 日本、朝鮮半島、香港に分布し、タイプ産地は兵庫[98]。
      - Gambrinus yamato (Kishii, 1998)（シノニム: Limoniscus yamato Kishii, 1998）- 日本に分布。

    - Jonthadocerus Buysson, 1918
      - Jonthadocerus rufescens (Escalera, 1914)（シノニム: Athous rufescens Escalera, 1914）- モロッコに分布。

    - Limonius Eschscholtz, 1829(ウィキスピーシーズ)（シノニム: Cidnopus C. G. Thomson, 1859、Dendrometrus Gistel, 1848、Kibunea Kishii, 1966、Micrathous Lane, 1971、Neoathousius Schimmel & Platia, 1991、Nothodes LeConte, 1861、Solskyana Dolin, 1978）[99]
      - キアシヒメカネコメツキ[17][20] Limonius approximans Lewis, 1894 - 日本（本州、四国、九州[17]）に分布し[100]、タイプ産地は栃木県日光市[101]。
      - ムラサキヒメカネコメツキ[17] Limonius eximius Lewis, 1894（シノニム: Kibunea eximia (Lewis, 1894)）- 日本（本州、四国、九州[17]）に分布し[100]、タイプ産地は本州[102]。
      - キンムネヒメカネコメツキ[92][20] Limonius ignicollis Lewis, 1894（シノニム: Kibunea ignicollis (Lewis, 1894)）- 日本に分布[100]。
      - Limonius kouichiana (Kishii, 1989) - 日本に分布し、記載当初は Kibunea 属[100]。
      - ウスチャイロカネコメツキ[95][20] Limonius marginicollis Lewis, 1894[103]（シノニム: Cidnopus marginicollis (Lewis, 1894)、Nothodes marginicollis (Lewis, 1894)）- 日本（本州、九州[17]）に分布。
      - ルイスウスイロカネコメツキ[95] Limonius marginipennis Lewis, 1894[104](ウィキスピーシーズ)（シノニム: Cidnopus marginipennis (Lewis, 1894)、Nothodes marginipennis (Lewis, 1894)）- 日本に分布し、タイプ産地は栃木県日光市女峰山[104]。
      - Limonius montivagus Lewis, 1894[105]（シノニム: Limoniscus montivagus (Lewis, 1894)）- 日本に分布し、タイプ産地は日光[105]。
      - Limonius narukawai Kishii, 1993 - 日本に分布[100]。

    - Parathous Fleutiaux, 1918
    - Pheletes Kiesenwetter, 1858
    - Subathous Fleutiaux, 1918(ウィキスピーシーズ)（シノニム: Paradima Miwa, 1928）
      - Subathous formosensis Kishii, 1993 - 台湾に分布。
      - タッタカマルムネコメツキ Subathous tattakensis (Miwa, 1928)(ウィキスピーシーズ)（シノニム: Paradima tattakensis Miwa, 1928）- 台湾に分布。
      - Subathous tonkinensis Fleutiaux, 1918 - タイプ産地はベトナム[106]。

    - Taiwanathous Miwa, 1930
      - Taiwanathous arisanus Miwa, 1930 - 台湾に分布。

    - Tropihypnus Reitter, 1905

  - 亜族 Denticollina Stein & Weise, 1877 - Denticollis 属 をタイプ属とする分類群。下位分類は Cate et al. (2007:167–168) に従う。
    - Campylomimus G. Müller, 1960
      - Campylomimus brelihi G. Müller, 1960

    - Denticollis Piller & Mitterpacher, 1783
      - ミヤマベニコメツキ[17] Denticollis miniatus (Candèze)
      - ニホンベニコメツキ Denticollis nipponensis Ôhira[17]
      - メスグロベニコメツキ Denticollis versicolor Lewis[17]

    - Denticolloides Gurjeva, 1963
    - Odontoderus Schwarz, 1894

  - 亜族 Hemicrepidiina Champion, 1896 - 旧北区産の下位分類ならびに分布情報は特記の無い限り Cate et al. (2007:168–172) に従う。
    - Crepidophorus Mulsant & Guillebeau, 1853
    - Diacanthous Reitter, 1905(ウィキスピーシーズ) - 当初は Harminius 属下の亜属として新設された[107]。
      - Diacanthous ainu (Miwa, 1928) - 日本に分布。記載当初は Harminius 属。
      - Diacanthous antennatus (Kishii, 1957)(ウィキスピーシーズ)（シノニム: Harminius (Diacanthous) antennatus）- 日本に分布。
      - Diacanthous ontakeanus (Kishii, 1969) - 日本に分布。記載当初は Harminius 属。
      - ダンダラコメツキ[17] Diacanthous undosus (Lewis, 1894)（シノニム: Athous undosus Lewis, 1894）- 日本、中国（吉林省、内モンゴル自治区）、極東ロシアに分布。

    - Harminius Fairmaire, 1851
      - ガロアムネスジダンダラコメツキ[20] Harminius galloisi Miwa, 1928 - 日本に分布。
      - Harminius kurotai Ôhira, 1997 - 日本に分布。
      - ニホンムネスジダンダラコメツキ[108] Harminius nihonicus Kishii, 1979 - 日本に分布。
      - キムネスジコメツキ[20] Harminius nikkoensis Miwa, 1928 - 日本に分布。
      - ムネスジダンダラコメツキ[17] Harminius singularis (Lewis, 1894)（シノニム: Athous singularis Lewis, 1894[109]）
        - H. s. chishimanus Miwa, 1928 - 極東ロシアに分布する亜種。
        - コガタムネスジダンダラコメツキ[29] H. s. hondoensis Kishii, 1985 - 日本に分布する亜種。
        - H. s. singularis - 日本（少なくとも北海道）、韓国、極東ロシアに分布する基亜種で、タイプ産地は蓴菜（）沼[109]。

    - Hemicrepidius Germar, 1839（シノニム: Medakathous Kishii, 1964、Yukara Kishii, 1962）[110]
      - Hemicrepidius amami Kishii, 1985（シノニム: Medakathous amami (Kishii, 1985)） - 日本に分布。
      - ヒメクロツヤハダコメツキ[17] Hemicrepidius (Hemicrepidius) desertor (Candèze, 1873)（シノニム: Psephus desetor Candèze, 1873[111]）
        - H. d. amamicola Kishii, 1969 - 奄美大島に分布する亜種。
        - H. d. chejuanus Kishii, 2002 - 韓国（済州島）に分布する亜種。
        - H. d. desertor - 日本に分布する基亜種。
        - H. d. taishu Kishii, 2001 - 対馬に分布する亜種。
        - ヤクツヤハダコメツキ[17] H. d. yakuensis Kishii, 1969 - 屋久島に分布する亜種。

      - キバネツヤハダコメツキ[17] Hemicrepidius inornatus (Lewis, 1894)(ウィキスピーシーズ)（シノニム: Athous inornatus Lewis, 1894[112]、Yukara inornata (Lewis, 1894)[113]）[110]- 日本（北海道[114]）や極東ロシアに分布。
      - メダカツヤハダコメツキ[17] Hemicrepidius jactatus (Lewis, 1894)（シノニム: Medakathous jactatus (Lewis, 1894)）[110]- 日本（北海道、本州、四国[115]）に分布。記載当初は Athous jactatus Lewis, 1894 という学名であり、タイプ産地は奈良[112]。
      - Hemicrepidius kibane Kishii, 1989 - 日本に分布。
      - Hemicrepidius kumaso Kishii, 2001 - 九州に分布。
      - Hemicrepidius (Miwacrepidius) rubriventris Han & Park, 2013 - 2013年に新種記載された韓国産の種[116]。
      - クロツヤハダコメツキ[17] Hemicrepidius secessus (Candèze, 1873)（シノニム: Athous secessus Candèze, 1873[117]）
        - H. s. hallaensis Kishii, 2002 - 韓国（済州島）に分布する亜種。
        - H. s. izuinsulanus (Kishii, 1977) - 伊豆諸島に分布する亜種で、記載当初は Pseudathous 属。
        - H. s. kuniyoshii Ôhira, 1967 - 沖縄本島に分布する亜種。
        - H. s. okadomei Ôhira, 1966 - 口永良部島に分布する亜種。
        - H. s. secessus - 日本や韓国に分布する基亜種で、タイプ産地は兵庫[117]。
        - H. s. yakuanus Kishii, 2001 - 屋久島に分布する亜種。

      - Hemicrepidius sinuatus (Lewis, 1894)（シノニム: Athous sinuatus Lewis, 1894）
        - H. s. insularis Kishii, 2002 - 韓国（済州島）に分布する亜種。
        - H. s. satouchii Kishii, 1961 - 屋久島に分布する亜種。
        - コクロツヤハダコメツキ[17] H. s. sinuatus - 日本に分布する基亜種。

      - ルリツヤハダコメツキ[17] Hemicrepidius (Miwacrepidius) subcyaneus (Motschulsky, 1866) - 日本（北海道、本州、四国、九州[17]）や極東ロシアに分布。記載当初は Athous 属。
      - Hemicrepidius terukoanus Kishii, 1961 - 日本に分布。

    - Megathous Reitter, 1905(ウィキスピーシーズ) - 当初は Harminius 属下の亜属として新設された[107]。
      - フトツヤハダコメツキ[17] Megathous suturalis (Candèze, 1873)（シノニム: Athous suturalis Candèze, 1873[117]）- 日本（本州、四国、九州、屋久島[17]）や朝鮮半島に分布。

    - Mucromorphus Ôhira, 1966
      - ヒメアオツヤハダコメツキ[17] Mucromorphus miwai Kishii, 1962（シノニム: Athous montanus Miwa, 1934）
        - M. m. miwai - 日本（本州[17]）や極東ロシアに分布する基亜種。
        - アオツヤハダコメツキ[17] M. m. yushiroi W. Suzuki, 1985 - 日本（北海道[17]）や極東ロシアに分布する亜種。

    - Pseudocrepidophorus Dolin & Agajev, 1988
    - チャイロツヤハダコメツキ属[11] Scutellathous Kishii, 1955
      - チャイロツヤハダコメツキ[12] Scutellathous comes (Lewis, 1894)（シノニム: Athous comes Lewis, 1894[118]）- 日本（少なくとも北海道）に分布し、タイプ産地は札幌[118]。
      - Scutellathous fujisanus Ôhira, 1963 - 日本に分布。
      - Scutellathous horioi Kishii, 1955 - 日本に分布。
      - Scutellathous ozakii Ôhira, 1992 - 日本に分布。
      - Scutellathous porrecticollis (Lewis, 1894)（シノニム: Athous porrecticollis Lewis, 1894[109]、Parathous porrecticollis (Lewis, 1894)）- 日本（北海道[17]）に分布し、タイプ産地は蓴菜（）沼[109]。
      - ホソアカツヤコメツキ[12] Scutellathous sasajii Kishii, 2001 - 日本に分布。
      - Scutellathous shikokuanus Kishii, 1985 - 日本に分布。
      - Scutellathous seinoi Kishii, 2001 - 日本に分布。
      - Scutellathous yakuensis Nakane & Kishii, 1958 - 屋久島に分布。
      - Scutellathous yamashitai Arimoto, 1992 - 台湾に分布。

    - オオツヤハダコメツキ属 Stenagostus C. G. Thomson, 1859
      - オオツヤハダコメツキ[17][注 2] Stenagostus umbratilis (Lewis, 1894)（シノニム: Athous umbratilis Lewis, 1894）- 日本（北海道、本州、四国、九州、屋久島[17]）や韓国に分布。
- ヒサゴコメツキ族[119] Hypnoidini Schwarz, 1906 (1860) - 亜科 Hypnoidinae として扱われることもある[120]。旧北区産の下位分類および分布情報は Cate et al. (2007:152–155) に従う。
  - ヒラタクロコメツキ属[11] Ascoliocerus Méquignon, 1930(ウィキスピーシーズ)
    - キアシヒラタクロコメツキ[17] Ascoliocerus fluviatilis Lewis, 1894 - 日本（本州、四国、九州[17]）に分布。
    - ヒラタクロコメツキ[17] Ascoliocerus saxatilis (Lewis, 1894)（シノニム: Hypolithus saxatilis Lewis, 1894）
      - A. s. expansicornis (Lewis, 1894) - 日本（北海道[17]）に分布する亜種で、記載当初は Hypolithus 属扱いであった。
      - A. s. saxatilis - 日本（本州[17]）や極東ロシアに分布する基亜種。

  - Berninelsonius Leseigneur, 1970
  - Homotechnes Candèze, 1882
    - チャグロヒサゴコメツキ[17] Homotechnes brunneofuscus (Nakane, 1954) - 日本（本州、四国、九州[17]）に分布。記載当初は Hypnoidus 属。
    - ミヤマヒサゴコメツキ[17] Homotechnes motschulskyi (Fleutiaux, 1902)（シノニム: Corymbites motschulskyi Fleutiaux, 1902）- 地域ごとに形態の分化が見られ、数多くの亜種が分布する[17]。
      - コンゴウミヤマヒサゴコメツキ[29] H. m. kongoensis (Kishii, 1969) - 日本に分布する亜種、記載当初は Hypolithus 属。
      - コウツミヤマヒサゴコメツキ H. m. kurotai (Ôhira, 1994)（シノニム: Hypolithus m. kurotai Ôhira, 1994）- 日本産亜種。タイプ産地は徳島県高越山[121]。
      - H. m. motschulskyi - 日本に分布する基亜種。
      - カスガミヤマヒサゴ[29] Kishii, 1998 - 日本に分布する亜種。
      - オオダイミヤマヒサゴ[29] Nakane, 1963 - 三重県大台ヶ原山に分布する亜種。
      - シコクミヤマヒサゴコメツキ[121] H. m. tsurugi (Ôhira, 1963) - 日本に分布する亜種。
      - Homotechnes nodai (Ôhira, 1996) - 対馬に分布。記載当初は Hypolithus 属。
      - Homotechnes ogatai (Kishii, 1983) - 屋久島に分布。記載当初は Hypolithus 属。
      - Homotechnes yahikoanus (Kishii, 1986) - 日本に分布。記載当初は Hypolithus 属。

  - Hypnoidus Dillwyn, 1829
    - チビヒサゴコメツキ[17] Hypnoidus rivalis (Lewis)[17]

  - Hypolithus Eschscholtz, 1829（シノニム: Yezodima Miwa, 1928）
    - キバリマルヒサゴコメツキ[122] Hypolithus littoralis Eschscholtz, 1829
      - H. l. convexus (Miwa, 1928)（シノニム: Yezodima convexum Miwa, 1928）- 日本や極東ロシアに分布する亜種。
      - H. l. littoralis - 極東ロシアや新北区に分布する基亜種。
      - H. l. michinoku Kishii, 2004 - 日本に分布する亜種。

  - Ligmargus Stibick, 1976
  - Yezohypnoidus Ôhira & Yasuda, 2005(ウィキスピーシーズ)
    - エゾヒサゴコメツキ[17] Yezohypnoidus aeneoniger (Miwa, 1928)(ウィキスピーシーズ)（シノニム: Ligmargus aeneoniger (Miwa, 1928)[119]
      - Y. a. aeneoniger - 北海道[17]や国後島に分布する基亜種。
      - ミチノクヒサゴコメツキ Y. a. emishi (Kishii, 2004)[17]（シノニム: Ligmargus aeneoniger emishi Kishii, 2004）- 日本（本州[17]）に分布する亜種。
- 族 Oxynopterini Candèze, 1857 - 亜科 Oxynopterinae として扱われることもあり[123][124][125]、大平 (1962:13) は亜科名を「ヒゲコメツキ亜科」としている。
  - Campsosternus Latreille, 1834(ウィキスピーシーズ)
    - オオアオコメツキ[48] Campsosternus auratus (Drury, 1773)（シノニム: Elater auratus Drury, 1773）- 台湾、中国南部、東洋区（ラオス[48]）に分布[123]。
    - フトオオアオコメツキ Campsosternus hebes Candèze, 1897(ウィキスピーシーズ) - マレーシアやシンガポールに分布[126]。
    - ヨツモンオオアオコメツキ[127] Campsosternus matsumurae Miwa, 1929（シノニム: C. quadrimaculatus Miwa, 1927）- 石垣島、西表島に分布[123]。
    - ノブオオオアオコメツキ[34] Campsosternus nobuoi Ôhira, 1966 - 与那国島に分布[123]。
    - Campsosternus quadrimaculatus Fleutiaux, 1926 - 中国雲南省に分布[123]。
    - Campsosternus watanabei Miwa, 1929 - 台湾の固有種であり[123]、法律で保護されている[126]。

  - Ceroleptus Fleutiaux, 1927
    - Ceroleptus brevicollis (Candèze, 1878)（シノニム: Pectocera brevicollis Candèze, 1878）- タイプ産地は中国広東省[128]。
    - Ceroleptus sulcatus (Fleutiaux, 1903)[129]

  - Ceropectus Fleutiaux, 1927
    - Ceropectus messi (Candèze, 1874)（シノニム: Pectocera messi Candèze, 1874）- 中国南部（福建省、広東省、香港、広西チワン族自治区、湖北省）に分布[123]。

  - Oxynopterus Hope, 1842
    - Oxynopterus annamensis Fleutiaux, 1918 - 中国雲南省や東洋区に分布[123]。
    - Oxynopterus auduoin[注 3] - マレーシアに分布。
    - Oxynopterus candezei Fleutiaux, 1927[注 3] - マレーシアに分布[10]。
    - Oxynopterus mucronatus (Olivier, 1792)（シノニム: Elater mucronatus Olivier, 1792）

  - Pectocera Hope, 1842[125]
    - Pectocera amamiinsulana Nakane, 1957
      - P. a. amamiinsulana - 奄美大島に分布する基亜種[123]。
      - P. a. ogatai Kishii, 1996 - 徳之島に分布する亜種[123]。

    - ヒゲコメツキ[17] Pectocera fortunei Candèze, 1873[51]
    - Pectocera maruyamai Kishii, 2001 - 久米島に分布[15]。
    - オオクロヒゲコメツキ Pectocera yaeyamana W. Suzuki, 1976 - タイプ産地は西表島であり[130]、石垣島や台湾にも分布する[15]。
    - Pectocera yonaha Kishii, 1996 - 沖縄本島に分布[15]。

  - Stenocampsus Fleutiaux, 1927
    - Stenocampsus castaneus Jiang - 中国雲南省に分布[123]。
    - Stenocampsus villosus Fleutiaux, 1927
- 族 Semiotini - 2011年の段階では亜科 Semiotinae として扱われていた[124]。
  - Semiotus Eschscholtz, 1829
    - アカトガリコメツキ[34] Semiotus angulatus (Drury, 1782)（シノニム: Elater angulatus Drury, 1782）- タイプ産地はブラジルで、ニカラグアから南米にかけて分布[131]。
    - ムナグロトガリバコメツキ Semiotus luteipennis (Guérin-Méneville, 1839) - アルゼンチン南部やチリに分布[10]
- 族 Dimini Candèze, 1863 - 旧北区および東洋区に分布[129]。分類は Kundrata, Musalkova & Kubaczkova (2018) に従う。
  - †Alaodima Dolin, 1980 - 化石種1種が発見されているのみ。
  - Brancuccia Schimmel & Platia, 1991
  - Csikia Szombathy, 1910
  - Dima Charpentier, 1825
  - Neocsikia Ôhira & Becker, 1972
  - Neodima Schimmel & Platia, 1992
  - Paracsikia Schimmel & Platia, 1991
  - Parapenia Suzuki, 1982
  - Penia Laporte, 1838
  - Platiana Schimmel, 1993
  - Pseudocsikia Schimmel & Platia, 1991
  - Sabahdima Schimmel & Platia, 1993
- 族 Pleonomini Semenov & Pjatakova, 1936 - 亜科 Pleonominae とされることもある。旧北区産の属以下の下位分類は Cate et al. (2007:155–156) による。
  - Clon Semenov, 1900
    - Clon cerambycinus Semenov, 1900 - ウズベキスタンに分布。

  - Gurjevelater Platia & Gudenzi, 2000
  - Lomopneus Gurjeva, 1976
  - Pleonomus Ménétriés, 1849
    - Pleonomus makiharai Ôhira, 1970 - 西表島に分布。
- 族 Prosternini Gistel, 1856(ウィキスピーシーズ)（シノニム: Ctenicerina Jakobson, 1913）- Cate et al. (2007:173) の "Ctenicerini Fleutiaux, 1936" にあたる[132]。旧北区産の属以下の分類ならびに分布情報は Cate et al. (2007:173–183) による。
  - シモフリコメツキ属[11] Actenicerus[注 4]
    - コガタシモフリコメツキ[17] Actenicerus (Acnitecerus) aerosus (Lewis, 1879) - 記載当初は Athous 属。メスはかつて「ヘリアカシモフリコメツキ」（A. modestus (Lewis, 1894)）として知られていた[17]。
      - A. a. aerosus - 日本（本州、四国、九州[17]）、韓国、極東ロシアに分布する基亜種。
      - A. a. miyanouranus Kishii, 1968 - 屋久島に分布する亜種で、記載当初は Malloea 属扱いであった。

    - アカアシシモフリコメツキ[12] Actenicerus (Acnitecerus) ashiaka Kishii, 1985 - 日本に分布。
    - クロツヤシモフリコメツキ[90] Actenicerus (Acnitecerus) athoides (Kishii, 1955) - 日本に分布。記載当初は Malloea 属。
    - ホソシモフリコメツキ[12] Actenicerus (Acnitecerus) kiashianus (Miwa, 1928) - 日本に分布。記載当初は Corymbites 属。
    - Actenicerus (Acnitecerus) kurilensis Dolin, 1987 - 極東ロシアに分布。
    - ヤツモンシモフリコメツキ[12] Actenicerus (Acnitecerus) octomaculatus Kishii, 1978 - 日本に分布。
    - オオダイルリヒラタコメツキ[17] Actenicerus (Acnitecerus) odaisanus (Miwa, 1928) - 日本（本州: 三重県、奈良県、和歌山県[17]）、韓国、中国福建省に分布。記載当初は Corymbites 属。
    - ムネダカシモフリコメツキ[133] Actenicerus (Acnitecerus) ohbayashii Ôhira, 1964 - 日本に分布。
    - オオシモフリコメツキ[11][17] Actenicerus (Acnitecerus) orientalis (Candèze, 1889)（シノニム: A. akitu Kishii, 1955）- 日本（北海道、本州、四国、九州[17]）、朝鮮半島、中国（遼寧省、吉林省）に分布。記載当初は Corymbites 属扱いであった。
    - シモフリコメツキ[17] Actenicerus (Acnitecerus) pruinosus Motschulsky, 1861 - 日本（北海道、本州、四国、九州[17]）、韓国、北朝鮮、極東ロシア、中国（黒竜江省、吉林省、河北省、湖北省、浙江省）に分布。

  - ツヤヒラタコメツキ属[134] Aganohypoganus Ôhira, 1966
    - ツヤヒラタコメツキ[134] Aganohypoganus mirabilis (Miwa, 1934)（シノニム: Hypoganus mirabilis Miwa, 1934）- 日本に分布。

  - Anostirus C. G. Thomson, 1859
    - ツマグロヒラタコメツキ[17][10] Anostirus castaneus (Linnaeus, 1758)（シノニム: Elater castaneus）
      - Anostirus castaneus castaneus - ヨーロッパ東部から極東ロシア地域にかけて分布する基亜種であるが、日本には見られない[10]。
      - Anostirus castaneus japonicus Kishii & Ôhira, 1956 - 国後島や日本（北海道、本州北部[17]）に分布する亜種。

    - ダイミョウコメツキ[17] Anostirus daimio (Lewis, 1894)（シノニム: Corymbites daimio[135]）- 国後島、日本（北海道、本州、四国、九州[17]）、朝鮮半島に分布。

  - Aplotarsus Stephens, 1830
  - Calamboganus Gurjeva, 1989
    - Calamboganus abscondidus (Gurjeva, 1987)（シノニム: Calambus ascondidus Gurjeva, 1987）- 極東ロシアに分布。

  - Calambus C. G. Thomson, 1859
    - クロツヤヒラタコメツキ[17] Calambus japonicus (Fleutiaux, 1902) - 日本（北海道、本州、四国、九州[17]）に分布。記載当初は Corymbites 属。
    - Calambus kusuii Ôhira, 1994 - 日本に分布。
    - チャグロヒラタコメツキ[90] Calambus mundulus (Lewis, 1879) - 日本や極東ロシアに分布。記載当初は Corymbites 属。

  - ホソヒラタコメツキ属[11] Corymbitodes 1904
    - Corymbitodes concolor (Lewis, 1894)（シノニム: Corymbites concolor Lewis, 1894）- 日本に分布。
    - ドウガネヒラタコメツキ[17] Corymbitodes gratus (Lewis, 1894)（シノニム: Corymbites gratus Lewis, 1894）- 日本（北海道、本州、四国、九州、屋久島[17]）、極東ロシア、中国（吉林省、江西省、四川省）に分布。
    - Corymbitodes kiiensis Ôhira, 1999 - 日本に分布。
    - ベニホソヒラタコメツキ[17] Corymbitodes nikkoensis (Jakobson, 1913) - 日本（本州、四国、九州[17]）や韓国に分布。記載当初は Selatosomus 属。
    - コゲチャホソヒラタコメツキ[17] Corymbitodes obscuripes (Lewis, 1894)（シノニム: Corymbites obscuripes Lewis, 1894）- 日本（本州、九州[17]）に分布。
    - オオベニホソヒラタコメツキ[20] Corymbitodes rubripennis (Lewis, 1894)（シノニム: Corymbites rubripennis Lewis, 1894）- 日本に分布。
    - Corymbitodes takabai Kishii, 2004 - 日本に分布。

  - Ctenicera Latreille, 1829（シノニム: Corymbites Latreille, 1834）
  - Eanus LeConte, 1861
    - Eanus (Pareanus) costalis (Paykull, 1800)（シノニム: Elater costalis Paykull, 1800）
      - Eanus costalis costalis - スカンジナビア半島から極東ロシア、新北区にかけて分布する基亜種。
      - Eanus costalis konishii Ôhira, 1962 - 日本に分布する亜種。
      - Eanus costalis shibatai Kishii, 1968 - 日本に分布する亜種。

  - Gnathodicrus Fleutiaux, 1934(ウィキスピーシーズ)[注 5]
    - Gnathodicrus babai Kishii, 1991 - 台湾に分布。
    - Gnathodicrus francki Fleutiaux, 1934 - 中国四川省に分布。
    - Gnathodicrus perpendicularis (Fleutiaux, 1918) - 中国（浙江省、雲南省）や東洋区に分布し、記載当初は Corymbites 属。
    - Gnathodicrus tonkinensis (Fleutiaux, 1918) - 中国（四川省、雲南省）や東洋区に分布し、記載当初は Corymbites 属。
    - Gnathodicrus vitalisi (Fleutiaux, 1918) - 中国福建省に分布し、記載当初は Corymbites 属。

  - ヒメツヤヒラタコメツキ属[134] Hypoganus Kiesenwetter, 1858
    - ミヤタケヒメツヤヒラタコメツキ[134][90] Hypoganus miyatakei Ôhira, 1966 - 日本や中国吉林省に分布。

  - Hypoganomorphus Dolin, 1975
    - Hypoganomorphus laevicollis (Mannerheim, 1852)（シノニム: Diacanthus laevicollis Mannerheim, 1852）- 中国（吉林省、内モンゴル自治区）、ロシア（極東ロシア、東西シベリア）に分布。

  - Liotrichus Kiesenwetter, 1858
    - ベニバネフトヒラタコメツキ[12][17] Liotrichus (Acteniceromorphus) chlamydates (Lewis, 1894) - 日本（本州、四国、九州[17]）や朝鮮半島に分布。記載当初は Corymbites 属。
    - アカハネフトヒラタコメツキ[12][20] Liotrichus (Acteniceromorphus) fulvipennis (Lewis, 1894) - 日本や朝鮮半島に分布。記載当初は Corymbites 属。
    - Liotrichus (Acteniceromorphus) hiramatsui Ôhira, 1996 - 日本に分布。
    - ホソクロツヤヒラタコメツキ[17] Liotrichus (Liotrichus) hypocrita (Lewis, 1894) - 記載当初は Corymbites 属。
      - L. h. hypocrita - 日本（本州[17]）に分布する基亜種。
      - L. h. kurilensis (Miwa, 1928) - 極東ロシアに分布する亜種で、記載当初は Corymbites 属。

    - ミヤマフトヒラタコメツキ[12][17] Liotrichus (Acteniceromorphus) kurofunei (Miwa, 1934)（シノニム: Corymbites (Selatosomus) kurofunei Miwa, 1934[136]）- 日本（本州、四国、九州[17]）に分布。
    - Liotrichus (Acteniceromorphus) minoensis (Ôhira, 1954) - 日本に分布。記載当初は Ctenicera 属。
    - Liotrichus (Acteniceromorphus) nipponensis Ohira, 1973 - 日本に分布。
    - Liotrichus (Acteniceromorphus) nishidai Kishii, 1986 - 日本に分布。
    - クロフトヒラタコメツキ[12] Liotrichus (Acteniceromorphus) ozeanus (Nakane & Kishii, 1954) - 日本に分布。記載当初は Actenicerus 属。
    - ササキナガヒラタコメツキ Liotrichus (Acteniceromorphus) sasakii Ôhira, 1970[137] - 日本に分布。
    - エゾヒラタコメツキ[17] Liotrichus (Acteniceromorphus) selectus (Candèze, 1865)（シノニム: Corymbites selectus Candèze, 1865）- 国後島、日本（北海道[17]）、韓国に分布。
    - Liotrichus (Acteniceromorphus) subopacus Kishii, 1982 - 日本に分布。
    - Liotrichus (Acteniceromorphus) tengu (Miwa, 1934)（シノニム: Corymbites (Selatosomus) tengu Miwa, 1934[138]）- 日本に分布。
    - ツカモトフトヒラタコメツキ[12] Liotrichus (Acteniceromorphus) tsukamotoi Kishii, 1966 - 日本に分布。

  - Metanomus Buysson, 1887
  - Neopristilophus Buysson, 1894(ウィキスピーシーズ)
    - アカヒゲヒラタコメツキ[17][20] Neopristilophus serrifer (Candèze, 1873)(ウィキスピーシーズ)（シノニム: Corymbites serrifer Candèze, 1873[139]）- 日本（本州、四国、九州[17]）や韓国に分布。
    - Neopristilophus yakuanus Kishii, 1982 - 屋久島に分布。前掲のアカヒゲヒラタコメツキの亜種ともされる[17]。

  - Orithales Kiesenwetter, 1858
    - Orithales serraticornis (Paykull, 1800)（シノニム: Elater settaticornis Paykull, 1800）
      - O. s. settaticornis - 日本、ロシア（極東ロシア、東西シベリア）、カザフスタン、ヨーロッパに分布する基亜種。
      - O. s. yatsuensis Kishii, 1966 - 日本に分布する亜種。
      - O. s. yezoensis Miwa, 1934 - 日本に分布する亜種。

  - Paraphotistus Kishii, 1966
    - Paraphotistus (Mosotalesus) impressus (Fabricius, 1792)（シノニム: Elater impressus Fabricius, 1792）
      - P. i. impressus - 日本、朝鮮半島、モンゴル、カザフスタン、ロシア、ヨーロッパに分布する基亜種。
      - P. i. sachalinensis (Miwa, 1928) - 日本、朝鮮半島、極東ロシアに分布する亜種。記載当初は Corymbites 属。

    - イヨオオヒラタコメツキ Paraphotistus (Paraphotistus) iyoensis Kishii, 1982 - 日本に分布し、タイプ産地は愛媛県[140]。
    - クロナガヒラタコメツキ[17] Paraphotistus (Paraphotistus) niger Miwa, 1928 - 日本（本州、四国、九州[17]）に分布。
    - Paraphotistus (Paraphotistus) notabilis (Candèze, 1873)（シノニム: Corymbites notabilis Candèze, 1873[139]）
      - P. n. notabilis - 日本、韓国、極東ロシアに分布する基亜種。
      - ヤクオオヒラタコメツキ P. n. yagii Kishii, 1982[141] - 屋久島に分布する亜種。

  - Poemnites Buysson, 1894
  - Prosternon Latreille, 1834
  - Pseudanostirus Dolin, 1964
    - オオクロヒラタコメツキ[20] Pseudanostirus dilatatus (Miwa, 1928) - 日本や極東ロシアに分布し、記載当初は Corymbites 属。

  - Taiyalu Kishii, 1990
    - Taiyalu shinoharai (Kishii, 1990)（シノニム: Thacana shinoharai Kishii, 1990）- 台湾に分布。
- 族 Selatosomini Schimmel, Tarnawski, Han & Platia, 2015[142](ウィキスピーシーズ)
  - Costalicus Schimmel & Tarnawski, 2016[143] - 2016年にパキスタン産の3種と共に記載された属[144]。
  - Mosotaleus Kishii, 1977
  - Pristilophus Latreille, 1834
    - トラフコメツキ[11][12][17] Selatosomus (Pristilophus) onerosus (Lewis, 1894)（シノニム: Corymbites onerosus Lewis, 1894）- 日本（本州、四国、九州[17]）や中国（山西省、四川省）に分布。
    - Selatosomus (Pristilophus) pacatus (Lewis, 1894)（シノニム: Corymbites pacatus Lewis, 1894）- 日本や中国（寧夏回族自治区）に分布。
    - ヒメウストラフコメツキ[11][17] Selatosomus (Pristilophus) vagepictus (Lewis, 1894)（シノニム: Corymbites vagepictus Lewis, 1894）- 日本（本州、四国、九州[17]）に分布。

  - トラフコメツキ属 Selatosomus Stephens, 1830[注 4]
    - Selatosomus (Selatosomus) miyajimanus (Ôhira, 1971) - 日本に分布。記載当初は Aphotistus 属。
    - シリブトヒラタコメツキ[12][17] Selatosomus (Selatosomus) puerilis (Candèze, 1973)（シノニム: Corymbites puerilis Candèze, 1873[145]）- 日本（本州、四国、九州[17]）に分布し、タイプ産地は長崎[145]。
    - コガネコメツキ[12][17] Selatosomus (Selatosomus) puncticollis Motschulsky, 1866 - 日本（北海道、本州の中部以北[17]）、極東ロシア（サハリン[17]）、韓国、北朝鮮、中国（吉林省、遼寧省、湖北省、甘粛省）に分布[146]。幼虫は農作物の球根などを餌とし、害虫として認識される[11]。

  - Sinophotisus Schimmel, Tarnawski, Han & Platia, 2015[142]
  - Sinopristilophus Schimmel, Tarnawski, Han & Platia, 2016[143]
  - Warchalowskia (Tarnawski, 1995)[142]

- 所属不明 (incertae sedis) のカネコメツキ亜科
  - Parallotrius Candèze, 1878[81]

### ミズギワコメツキ亜科 Negastriinae
ミズギワコメツキ亜科（Negastriinae Nakane & Kishii, 1956）。旧北区産の下位分類は特記の無い限り Cate et al. (2007:186–194) に従う。
- Arhaphes Candèze, 1860
  - Arphanes bicoloris (Vats & Chauhan, 1993)（シノニム: Senodonia bicoloris Vats & Chauhan, 1993）[81]
- Buffeventius Fleutiaux, 1925
  - Buffeventius lividus Fleutiaux, 1925
  - Buffeventius somnambulus Wurst, Schimmel & Platia, 2001 - イエメンに分布。
- Cardiohypnus Fleutiaux, 1928
- ミズギワコメツキ属 Fleutiauxellus Méquignon, 1930
  - アワミズギワコメツキ Fleutiauxellus (Migiwa) awaensis Ôhira, 1994 - 日本に分布し、タイプ産地は徳島市[121]。
  - ジュウジミズギワコメツキ[12][17] Fleutiauxellus (Migiwa) cruciatus (Candèze, 1873)（シノニム: Cryptohypnus cruciatus Candèze, 1873[147]）- 日本（本州、四国、九州[17]）に分布。
  - キアシミズギワコメツキ[17] Fleutiauxellus (Migiwa) curatus (Candèze, 1873)（シノニム: Cryptohypnus curatus Candèze, 1873[148]）
    - F. c. coreaensis Han, 2000 - 韓国に分布する亜種。
    - ミズギワコメツキ[12] F. c. curatus - 日本（本州、四国、九州[17]）に分布する基亜種。
    - F. c. okinawanus Ôhira, 1967 - 日本に分布する亜種。
    - エゾキアシミズギワコメツキ[17] F. c. septentrionalis Kishii, 1976 - 日本（北海道[17]）に分布する亜種。

  - ヨツモンミズギワコメツキ[17] Fleutiauxellus (Neomigiwa) quadrillum (Candèze, 1873)（シノニム: Cryptohypnus quadrilllum Candèze, 1873[147]）- 日本（北海道、本州[17]）、朝鮮半島、中国（吉林省、黒竜江省）に分布。
  - Fleutiauxellus (Fleutiauxellus) yezoensis Ôhira, 1973
    - F. y. tsugaru Ôhira, 1994 - 日本に分布する亜種。
    - F. y. yezoensis - 日本に分布する基亜種。
- Futomigiwa Kishii, 1976
  - Futomigiwa rivalioides (Kishii, 1962)（シノニム: Negastrius rivalioides Kishii, 1962）- 日本に分布。
- Hisago Kishii, 1985
  - Hisago korobokkurus (Kishii, 1968)（シノニム: Hypolithus korobokkurus Kishii, 1968）- 日本に分布。
- Loebliquasis Dolin, 1997
- Madadicus Stibick, 1971
- Menoko Kishii, 1976
- Microhypnus Kishii, 1976
  - Microhypnus agilis (Lewis, 1894)（シノニム: Cryptohypnus agilis Lewis, 1894）- 日本に分布。
- Negastrius C.G. Thomson, 1859（シノニム: Yezostrius Kishii, 1976）- 本亜科のタイプ属[132]。
  - Negastrius aino Kishii, 1957（シノニム: Yezostrius aino (Kishii, 1957)）- 日本に分布。
- Neohypdonus Stibick, 1971
- ツヤミズギワコメツキ属 Oedostethus LeConte, 1853
  - クロツヤミズギワコメツキ[17] Oedostethus telluris (Lewis, 1879) - 日本（北海道、本州、四国、九州[17]）に分布。記載当初は Cryptohypnus 属。
- Paradonus Stibick, 1971[149]
- チビマメコメツキ属[150] Quasimus Gozis, 1886(ウィキスピーシーズ)[注 6] - Schimmel & Tarnawski (2009) は亜属 Miquasus Kishii, 1959 を独立属として認めている。
  - Quasimus (Miquasus) arimotoi Ôhira, 2002 - 奄美大島に分布。
  - マトバチビマメコメツキ Quasimus (Miquasus) convexipennis Kishii, 1982 - 日本に分布し、タイプ産地は和歌山県大塔山[151]。
  - Quasimus (Quasimus) cordatus Miwa, 1934(ウィキスピーシーズ)[152] - 琉球諸島に分布。
  - Quasimus (Miquasus) kai Kishii, 1994 - 日本に分布。
  - ヤエヤマチビマメコメツキ Quasimus (Quasimus) kintaroui Kishii, 1982 - タイプ産地は石垣島[153]。
  - Quasimus (Miquasus) luteipes (Candèze, 1873)（シノニム: Cryptohypnus luteipes Candèze, 1873[154]）- 日本に分布。
  - タイワンケシミズギワコメツキ Quasimus (Quasimus) miwai Ôhira, 1966(ウィキスピーシーズ)[155] - 台湾に分布。
  - Quasimus (Miquasus) ohkurai Ôhira, 1992 - 屋久島に分布。
  - タイワンマルマメコメツキ Quasimus (Quasimus) reclinatus Ôhira, 1966(ウィキスピーシーズ)[155] - 台湾に分布。
  - Quasimus (Quasimus) takahashii Miwa, 1934(ウィキスピーシーズ)[152] - 石垣島に分布。
  - Quasimus (Miquasus) tenuis Kishii, 1994 - 琉球諸島に分布。
- Rivulicola - この亜科のものとしては珍しくオーストラリア固有である[10]。
  - Rivulicola dimidiatus - 成虫は西オーストラリア州に分布する[10]。
  - ハイモンミズギワコメツキ Rivulicola variegatus (Macley, 1872) - ニューサウスウェールズ州およびクイーンズランド州の沿岸部に分布[10]。
- Striatoquasimus Schimmel & Tarnawski, 2009
- Wittmeroquasimus Dolin, 1997
- マメコメツキ属[156] Yukoana Kishii, 1959
  - ヘリムネマメコメツキ[17] Yukoana carinicollis (Lewis, 1894)（シノニム: Cryptohypnus carinicollis Lewis, 1894）- 日本（北海道、本州、四国、九州[17]）に分布。
  - ヘリマメコメツキ[17] Yukoana elliptica (Candèze, 1873)（シノニム: Cryptohypnus ellipticus Candèze, 1873[157]、Quasimus ellipticus (Candèze, 1873)）- 日本（本州、四国、九州[17]）に分布。
- Zorochros C. G. Thomson, 1859
  - シラケチビミズギワコメツキ[17] Zorochros (Yamatostrius) albipilis (Candèze, 1873)（シノニム: Cryptohypnus albipilis Candèze, 1873[148]）- 日本（本州[17]）に分布。
  - Zorochros (Zorochros) amamiensis (Arimoto, 1987) - 奄美大島に分布。記載当初は Yamatostrius 属。
  - Zorochros (Zorochros) cinefactus (Lewis, 1894)（シノニム: Cryptohypnus cinefactus Lewis, 1894）- 日本に分布。
  - カタモンチビコメツキ[158][20] Zorochros (Pronegastrius) humeralis (Candèze, 1873)（シノニム: Cryptohypnus humeralis Candèze, 1873[159]）- 別名: カタモンチビマメコメツキ[17]。
    - Zorochros humeralis humeralis - 日本（本州、四国、九州[17]）や中国吉林省に分布する基亜種。
    - Zorochros humeralis tsushimensis Kishii, 1976 - 対馬に分布する亜種。
    - Zorochros humeralis yakuensis Kishii, 1976 - 屋久島に分布する亜種。

  - Zorochros (Thurana) iriei Ôhira, 1977 - 石垣島に分布。
  - Zorochros (Zorochros) lewisi (Schwarz, 1906)（シノニム: Cryptohypnus atomarius Lewis, 1894）- 日本に分布。
  - Zorochros (Zorochros) nikkoensis (Kishii, 1976) - 日本に分布。記載当初は Pronegastrius 属。
  - Zorochros (Yamatostrius) osawai (Ôhira, 1972) - 日本に分布。記載当初は Negastrius 属。
  - Zorochros (Zorochros) suzukii (Ôhira, 1995) - 日本に分布。

### コメツキムシ亜科 Elaterinae
コメツキムシ亜科（Elaterinae Leach, 1815）。分類は特記のない限り Bouchard et al. (2011:52, 316–318)、Cate et al. (2007)（主に旧北区における分布情報も含む）に従う。
- 族 Agriotini Laporte, 1840
  - 亜族 Agriotina Laporte, 1840(ウィキスピーシーズ)
    - Agriotes Eschscholtz, 1829
      - ウケンカバイロコメツキ Agriotes (Agriotes) asaokai Ôhira, 1994 - タイプ産地は奄美大島の宇検村[121]。
      - ヒラヤマカバイロコメツキ Agriotes hirayamai Miwa, 1934(ウィキスピーシーズ)
      - オグラカバイロコメツキ Agriotes ogurae Lewis[17][注 7]
        - トビイロムナボソコメツキ Agriotes ogurae fuscicollis Miwa[17][注 7] - 北海道において害虫として認知されている[11]。

    - Bohartina Arias, 2006(ウィキスピーシーズ) - 2006年に2種の新種と共に新設された属で、いずれもチリ産[162]。
      - Bohartina palmae Arias, 2006
      - Bohartina vilchesensis Arias, 2006

    - Chatanayus Fleutiaux, 1940(ウィキスピーシーズ)
      - ヒダウスカバイロコメツキ Chatanayus hidaensis Ôhira, 2005(ウィキスピーシーズ) - タイプ産地は岐阜県旧上宝村（現高山市）[163]。
      - Chatayanus insularis (Miwa, 1934) - 記載当初は Agriotes 属。
        - C. i. insularis - 日本に分布する基亜種。
        - C. i. isaoi (Kishii, 1973) - 日本に分布する亜種。記載当初は Neoagriotes 属扱いであった。

      - イシハラムナボソコメツキ[11] Chatayanus ishiharai (Nakane & Kishii, 1954)（シノニム: Agriotes ishiharai Nakane & Kishii, 1954）- 別名: ウスカバイロコメツキ[90]
        - C. i. ishiharai - 日本に分布する基亜種。
        - C. i. seinoi Kishii, 1984 - 日本に分布する亜種。

    - ヒメコメツキ属[11] Dalopius[注 8] Eschscholtz, 1829(ウィキスピーシーズ)
      - エゾナカグロヒメコメツキ[164] Dalopius ainu Kishii, 1962 - 日本、中国吉林省、極東ロシアに分布。
      - チュウゴクナカグロヒメコメツキ[165] Dalopius bizen Kishii, 1984 - 日本に分布。
      - ナガナカグロヒメコメツキ[166][167] Dalopius exilis Kishii, 1956 - 日本や極東ロシアに分布。
      - Dalopius japonicus Kishii, 1984 - 日本に分布。
      - Dalopius kushiroi Ôhira, 1997 - 日本に分布。
      - ナカグロヒメコメツキ[168] Dalopius miwai Ôhira, 1972 - 日本に分布。
      - ムツヒメコメツキ[169] Dalopius mutsuensis Ôhira, 1989(ウィキスピーシーズ) - 日本に分布。
      - ナオミヒメコメツキ[166] Dalopius naomii Kishii, 1981 - 日本に分布。
      - ニホンヒメコメツキ[168] Dalopius niponensis Ôhira, 1970 - 日本に分布。
      - クロスジヒメコメツキ[170][20] Dalopius patagiatus (Lewis, 1894)(ウィキスピーシーズ)（シノニム: Adrastus patagiatus Lewis, 1894[171]）- 日本（本州、四国、九州[17]）に分布。
      - ホソナカグロヒメコメツキ[172][167] Dalopius tamui Kishii, 1957 - 日本に分布。
      - ヤククロスジヒメコメツキ[173] Dalopius yakuensis Kishii, 1975 - 屋久島に分布。

    - Ectinoides Kishii, 1966
      - ヨツキボシコメツキ[167] Ectinoides insignitus (Lewis, 1894)（シノニム: Megapenthes insignitus Lewis, 1894）- 日本や極東ロシアに分布。
      - Ectinoides ogatai Kishii, 1986 - 屋久島に分布。

    - Ectinus Eschscholtz, 1829(ウィキスピーシーズ)
      - オオカバイロコメツキ[17] Ectinus dahuricus (Candèze, 1863)（シノニム: Agriotes dahuricus Candèze, 1863）
        - Ectinus dahuricus dahuricus - 日本、極東ロシア（千島列島、サハリン[17]）、北朝鮮、中国（黒竜江省、遼寧省）に分布する基亜種。
        - Ectinus dahuricus persimilis (Lewis, 1894) - 日本（北海道、本州[17]）、中国（吉林省など）、極東ロシアに分布する亜種。記載当初は Agriotes 属扱いであった。

      - ムナボソコメツキ[17] Ectinus exulatus (Candèze, 1873)（シノニム: Agriotes exulatus Candèze, 1873[174]）- 日本（本州、四国、九州[17]）に分布。
      - ヒダムネナガカバイロコメツキ Ectinus hidaensis Ôhira, 1998(ウィキスピーシーズ) - 日本に分布し、タイプ産地は岐阜県飛騨地方[175]。
      - クロムナボソコメツキ[167][17] Ectinus higonius (Lewis, 1894)（シノニム: Megapenthes higonius Lewis, 1894[176]）- 日本（北海道、本州、四国、九州[17]）に分布。
      - キアシクロムナボソコメツキ[167][20] Ectinus insidiosus (Lewis, 1894)（シノニム: Megapenthes insidiosus Lewis, 1894[177]）- 日本に分布。
      - Ectinus koshiki Kishii, 1984 - 日本に分布。
      - ムネナガカバイロコメツキ[178][179] Ectinus longicollis (Lewis, 1894)（シノニム: Agriotes longicollis Lewis, 1894）- 日本（本州の中部から関東地方の高地帯[179]）、朝鮮半島、中国吉林省に分布し、タイプ産地は栃木県日光[180]。
      - Ectinus miyakei Ôhira, 1964 - 日本に分布。
      - Ectinus nipponicus Kishii, 1979 - 日本に分布。
      - Ectinus obakoae Kishii, 1979 - 日本および中国黒竜江省に分布。
      - Ectinus obscurolineatus Kishii, 1979 - 日本に分布。
      - キンケオオカバイロコメツキ[20] Ectinus puberulus (Miwa, 1928) - 日本に分布。記載当初は Agriotes 属。
      - Ectinus saitoanus Kishii, 1987 - 日本に分布。
      - キアシムナボソコメツキ[17] Ectinus sepes (Lewis, 1879)（シノニム: Agriotes sepes Lewis, 1879）- 日本（本州、四国、九州[17]）に分布。
      - カバイロコメツキ[17] Ectinus sericeus (Candèze, 1878)（シノニム: Agriotes sericeus Candèze, 1878[181]）
        - Ectinus sericeus babai Kishii, 1961 - 対馬に分布する亜種。
        - Ectinus sericeus sericeus - 日本（北海道、本州、四国、九州[17]）、極東ロシア（千島列島、サハリン[17]）、朝鮮半島、中国に分布する基亜種で、タイプ産地は青森[181]。

    - Insuliectinus Kishii, 1984
      - Insuliectinus amami Kishii, 1984 - 奄美大島に分布。

    - Pseudagriotes Schwarz, 1896
      - Pseudagriotes holtzi Schwarz, 1896 - トルコに分布。

    - Raphaellus Zurita-García, Morales-Perdomo & Martín-Luque, 2023(ウィキスピーシーズ) - 2023年、コロンビアのクンディナマルカ県をタイプ産地とする Raphaellus deusminutosi Zurita-García, Morales-Perdomo & Martínez-Luque, 2023(ウィキスピーシーズ) のために新設された属[182]。
    - Sadoganus Ôhira, 1956(ウィキスピーシーズ)
      - ババムナビロコメツキ[11] Sadoganus babai Ôhira, 1956(ウィキスピーシーズ) - 日本に分布。

  - 亜族 Cardiorhinina Candèze, 1863
    - Cardiorhinus Eschscholtz, 1829
- 族 Ampedini Gistel, 1848
  - Alestrus Méquignon, 1942
    - Alestrus dolosus (Crotch, 1867)（シノニム: Elastrus dolosus Crotch, 1867）- アゾレス諸島に分布。

  - Ampedus Dejean, 1833
    - アイヌアカコメツキ[17] Ampedus (Ampedus) ainu (Lewis, 1894)（シノニム: Elater ainu Lewis, 1894[183]）
      - Ampedus ainu ainu - 日本（北海道[17]）や極東ロシアに分布する基亜種で、タイプ産地は北海道石狩川[183]。
      - Ampedus ainu hondoensis Kishii, 1985 - 日本（本州[17]）に分布する亜種。

    - ワタナベコクロコメツキ[167] Ampedus (Ampedus) akihikoi Kishii, 1985 - 日本に分布。
    - オオアカアシアカコメツキ[184] Ampedus (Ampedus) ashiaka Kishii, 1998 - 日本に分布。
    - アシウアカコメツキ[185] Ampedus (Ampedus) ashiunus Kishii, 1976 - 日本に分布。
    - Ampedus (Ampedus) aureovestitus Kishii, 1966
      - ケブカコクロコメツキ[167] A. a. aureovestitus - 日本に分布する基亜種。
      - A. a. katoi Kishii, 1998 - 日本に分布する亜種。

    - Ampedus (Ampedus) azurescens (Candèze, 1865)（シノニム: Elater azurescens Candèze, 1865[186]）
      - A. a. azurescens - 北海道や国後島に分布する基亜種。
      - セダカアカコメツキ[184] A. a. scutellaris (Lewis, 1894) - 日本に分布する亜種で、記載当初は Elater 属。

    - ミゾムネアカコメツキ[17] Ampedus (Parelater) canalicollis (Lewis, 1894)（シノニム: Elater canalicollis Lewis, 1894[187]）
      - A. c. canalicollis - 日本（本州[17]）に分布する基亜種。
      - エゾミゾムネアカコメツキ[17] A. c. shidoui Ôhira, 1993 - 日本（北海道[17]）に分布する亜種。

    - ヒメクロコメツキ[185][17] Ampedus (Miwaelater) carbunculus (Lewis, 1879) - 日本（本州、四国、九州[17]）や韓国に分布。記載当初は Elater 属。
    - チゴコクロコメツキ[167] Ampedus (Ampedus) chigo Kishii, 1992 - 日本に分布。
    - エチゴチャバネコメツキ[20] Ampedus (Ampedus) echigo Kishii, 1991 - 日本に分布。
    - エミシアカコメツキ Ampedus (Ampedus) emishi Kishii, 1982 - 日本に分布し、タイプ産地は北海道層雲峡[188]。
    - Ampedus (Ampedus) fagi (Lewis, 1894)（シノニム: Elater fagi Lewis, 1894[189]）
      - Ampedus fagi fagi - 日本に分布する基亜種。
      - エゾアカアシコメツキ[184] Ampedus fagi kitami Kishii, 1998 - 日本に分布する亜種。

    - キタアカコメツキ Ampedus (Ampedus) flavovestitus Kishii, 1982 - 日本に分布し、タイプ産地は北海道音威子府村[190]。
    - ミヤマタテスジコメツキ[17] Ampedus (Ampedus) gracilipes (Lewis, 1894)（シノニム: Elater gracilipes Lewis, 1894[191]）- 日本（北海道、本州、四国、九州[17]）に分布し、タイプ産地は栃木県日光市中禅寺[191]。
    - Ampedus (Ampedus) hypogastricus (Candèze, 1873)（シノニム: Elater hypogastricus Candèze, 1873[192]）
      - アカハラクロコメツキ[20] A. h. hypogastricus - 日本や韓国に分布する基亜種。
      - ヤクアカハラクロコメツキ A. h. kosugi Kishii, 1982 - 日本に分布する亜種で、タイプ産地は屋久島[193]。

    - Ampedus (Ampedus) japonicus Silfverberg, 1977（シノニム: Elater rufipes Lewis, 1894）
      - アカアシクロコメツキ[184][20] Ampedus japonicus japonicus - 日本に分布する基亜種。
      - Ampedus japonicus kosugiensis Kishii, 1983 - 日本に分布する亜種。
      - Ampedus japonicus okhotskanus Kishii, 1997 - 日本に分布する亜種。

    - カイオオアカコメツキ[184] Ampedus (Ampedus) kai Kishii, 1986 - 日本に分布。
    - ホソオオアカコメツキ Ampedus (Ampedus) kintaroi Ôhira, 1989 - 日本に分布し、タイプ産地は新潟県糸魚川市[194]。
    - タイワンアカハラコメツキ Ampedus (Ampedus) kintaroui Kishii, 1991 - 台湾に分布し、タイプ産地は高雄県[195]。
    - キソコクロコメツキ[20] Ampedus (Ampedus) kiso Kishii, 1990 - 日本に分布。
    - マトバアカコメツキ Ampedus (Ampedus) matobai Kishii, 1982
      - Ampedus matobai matobai - 日本に分布する基亜種で、タイプ産地は北海道[196]。
      - Ampedus matobai yamayai Kishii, 1987 - 日本に分布する亜種。

    - ツマグロコメツキ[17] Ampedus (Miwaelater) niponicus (Lewis, 1894)（シノニム: Elater niponicus Lewis, 1894[197]）- 日本（北海道、本州、四国、九州[17]）や中国吉林省に分布。
    - カイホソクロコメツキ[20] Ampedus (Ampedus) ohsawai Kishii, 2004 - 日本に分布。
    - Ampedus (Ampedus) optabilis (Lewis, 1894)（シノニム: Elater optabilis Lewis, 1894[198]）
      - アワオオアカコメツキ[184] Ampedus optabilis awa Kishii, 1994 - 日本に分布する亜種。
      - エゾオオアカコメツキ[199] Ampedus optabilis kusuii Ôhira, 1989 - 日本に分布する亜種。
      - オオアカコメツキ[184][20] Ampedus optabilis optabilis - 日本や極東ロシアに分布する基亜種。

    - アカコメツキ[17][20] Ampedus (Ampedus) orientalis (Lewis, 1894)（シノニム: Elater orientalis Lewis, 1894[198]）- 日本（北海道、本州、四国、九州[17]）や極東ロシアに分布。
    - オトメアカコメツキ[185] Ampedus (Ampedus) otome Kishii, 1992
      - Ampedus otome otome - 日本に分布する基亜種。
      - Ampedus otome shikokuanus Kishii, 2002 - 日本に分布する亜種。

    - Ampedus (Ampedus) pauxillus (Lewis, 1894)（シノニム: Elater pauxillus Lewis, 1894[191]）- 日本や中国（遼寧省、吉林省）に分布し、タイプ産地は栃木県日光[191]。
    - ハネビロアカコメツキ[185][17][200] - Ampedus (Parelater) puniceus (Lewis, 1879) - 日本（本州、四国、九州[17]）や朝鮮半島に分布。記載当初は Elater 属。
    - Ampedus (Ampedus) sanguinolentus (Schrank, 1776)（シノニム: Elater sanguinolentus Schrank, 1776）
      - クロモンアカコメツキ A. s. nippon Kishii, 1982 - 日本（北海道、本州）に分布する亜種で、タイプ産地は北海道[201]
      - A. s. sanguinolentus - ユーラシアおよび北アフリカのモロッコに分布する基亜種。

    - ウススジキバネコメツキ[17] Ampedus (Ampedus) takeuchii Kishii, 1955 - 日本（北海道[17]）に分布。
    - タンバコクロコメツキ[167] Ampedus (Ampedus) tamba Kishii, 1976 - 日本に分布。
    - ホソクロコメツキ[167] Ampedus (Ampedus) tenuistriatus (Lewis, 1894) - 日本に分布し、記載当初は Elater 属。
    - Ampedus (Ampedus) tokugoensis W. Suzuki, 1985（シノニム: Elater longipennis Miwa, 1934[202]）- 日本に分布。
    - ツチゴヤアカコメツキ Ampedus (Miwaelater) tsuneoi Ôhira, 1998 - 日本に分布し、タイプ産地は愛媛県石鎚山系[175]。
    - ケブカクロコメツキ[17] Ampedus (Ampedus) vestitus (Lewis, 1894)（シノニム: Elater vestitus Lewis, 1894[203]）
      - Ampedus vestitus vestitus - 日本（北海道、本州、四国、九州[17]）や韓国に分布する基亜種。
      - イズケブカクロコメツキ[17] Ampedus vestitus watanabei Kishii, 1979 - 日本（伊豆諸島[17]）に分布する亜種。
      - A. v. yakuinsulanus Kishii, 1983（シノニム: A. yakuensis Kishii, 1979）- 日本に分布する亜種。

    - Ampedus (Ampedus) yakuensis Kishii, 1976 - 屋久島に分布。

  - Brachygonus Buysson, 1912
  - Haterumelater Ôhira, 1968
    - チャイロコメツキ[17] Haterumelater bicarinatus (Candèze, 1873)（シノニム: Elater bicarinatus Candèze, 1873[192]）
      - H. b. bicarinatus - 日本（北海道、本州、四国、九州[17]）に分布する基亜種。
      - H. b. heianus Kishii, 1976 - 口永良部島に分布。
      - シバタチャイロコメツキ[90] H. b. shibatai Ôhira, 1968 - トカラ列島、琉球諸島に分布。
      - H. b. yaku Kishii, 1976 - トカラ列島に分布。

    - ツヤチャイロコメツキ Haterumelater bifoveolatus (Miwa, 1927)（シノニム: Elater bifoveolatus Miwa, 1927）[204] - 小笠原諸島に分布。別名: クロツヤコメツキ[90]。

  - Ischnodes Germar, 1844
    - Ischnodes kadleci Mertlik, 2005 - トルコに分布。
    - Ischnodes sanguicollis (Panzer, 1793)（シノニム: Elater sanguicollis Panzer, 1793）
      - ムネアカクロコメツキ[17] I. s. maiko W. Suzuki, 1985 - 日本（北海道、本州、四国、九州[17]）に分布する亜種。
      - I. s. sanguicollis - ヨーロッパからアジア（シリアなど）にかけて分布する基亜種。

    - Ischnodes sibiricus Cherepanov, 1966(ウィキスピーシーズ) - 西シベリアに分布。

  - Kometsukia Kishii, 1957
    - Kometsukia vesticornis Kishii, 1957 - 日本に分布。

  - Reitterelater Platia & Cate, 1990(ウィキスピーシーズ)
    - Reitterelater amamiensis (Ôhira, 1968) - 日本に分布し、記載当初は Ectamenogonus 属扱いであった。
    - Reitterelater kuriharai Ôhira, 2000 - 日本に分布。
    - ミヤコアラハダチャイロコメツキ[185] Reitterelater miyako (Kishii, 1969) - 日本に分布し、記載当初は Ectamenogonus 属扱いであった。
    - アラハダチャイロコメツキ[90][17][20] Reitterelater rugipennis (Lewis, 1894)（シノニム: Elater rugipennis Lewis, 1894[205]）- 日本（本州、四国、九州[17]）や朝鮮半島に分布。
- 族 Dicrepidiini Thomson, 1858
  - Adiaphorus Candèze, 1859
  - Allotriopsis Champion, 1896[81]
  - Dicrepidius Eschscholtz, 1829
  - Ischiodontus Candèze, 1859
    - オガサワラオオヒラアシコメツキ Ischiodontus boninensis Makihara & Ôhira, 2006 - タイプ産地は小笠原諸島の母島[206]。
    - Ischiodontus daitoensis Ôhira, 1969 - 琉球諸島に分布。
    - Ischiodontus kawaii Ôhira, 1967 - 琉球諸島に分布。
    - オガサワラヒラアシコメツキ Ischiodontus langfordi (Van Zwaluwenburg, 1957)（シノニム: Propsephus longfordi Van Zwaluwenburg, 1957）[207]- 小笠原諸島に分布。

  - Neopsephus Kishii, 1990
    - Neopsephus takasago Kishii, 1990 - 台湾に分布。

  - Propsephus Hyslop, 1921
  - Sephilus Candèze, 1878
    - Sephilus okinawensis Kishii, 1992 - 琉球諸島に分布。
    - Sephilus tanakai Kishii, 1992 - 石垣島に分布。
- 族 Elaterini Leach[208], 1815
  - Agonischius Candèze, 1863
  - Aphanobius Eschscholtz, 1829
  - Campylomorphus Jacquelin du Val
    - Campylomorphus homalisinus (Illiger, 1807)（シノニム: Elater homalisinus Illiger, 1807）- ポルトガル、スペイン、フランス、イタリアに分布。

  - ホソコメツキ属 Dolerosomus[注 9] Motschulsky, 1860(ウィキスピーシーズ)
    - キバネホソコメツキ[17] Dolerosomus gracilis (Candèze, 1873)（シノニム: Megapenthes gracilis Candèze, 1873[209]）- 日本（北海道、本州、四国、九州[17]）および千島列島（= クリル列島）に分布。
    - Dolerosomus silaceus (Say, 1825)（シノニム: Elater silaceus Say, 1825）

  - Elater Linnaeus, 1758
    - オオクロナガコメツキ[178][17] Elater niponensis (Lewis, 1894)（シノニム: Ludius niponensis Lewis, 1894[210]）- 日本、朝鮮半島、中国（黒竜江省）に分布。

  - Girardelater Schimmel, 1999
  - Ludigenoides Platia, 2004
  - Ludigenus Candèze, 1863
    - Ludigenus politus Candèze, 1863 - 中国（海南省、雲南省）やネパールに分布し、東洋区にも跨る。

  - Ludioschema Reitter, 1891
    - Ludioschema akashii (Ôhira, 1969) - 琉球諸島に分布し、記載当初は Chiagosnius 属。
    - Ludioschema obscuripes (Gyllenhal, 1817) - 日本、台湾、韓国、中国南部、チベット、カシミールに分布し、東洋区にも跨る。記載当初は Elater 属。
    - Ludioschema okinawense (Miwa, 1927) - 琉球諸島や台湾に分布し、記載当初は Megapenthes 属。
    - クロヘリツヤコメツキ[17] Ludioschema vittiger (Heyden, 1887) - 記載当初は Agonischius 属。
      - L. v. formosum (Miwa, 1927) - 台湾に分布する亜種。記載当初は Megapenthes 属扱いであった。
      - L. v. fuscomarginatum (Lewis, 1896) - 琉球諸島、中国（湖北省、四川省）に分布する亜種。 記載当初は Aphanobius 属扱いであった。
      - L. v. vittiger - 韓国や中国（福建省、広西チワン族自治区）に分布する基亜種。

    - Ludioschema yushiroi W. Suzuki, 1999（シノニム: L. sanguinicolle Miwa, 1928）- 日本や台湾に分布。

  - Mulsanteus Gozis, 1875（シノニム: Neotrichophorus Jakobson, 1913）
    - ヒゲナガコメツキ[17] Mulsanteus junior (Candèze, 1873)（シノニム: Ludius junior Candèze, 1873[211]）
      - M. j. junior - 日本や韓国（済州島）に分布する基亜種。
      - M. j. yakuensis (Kishii, 1983) - 屋久島に分布する亜種。記載当初は Neotrichophorus 属扱いであった。

    - コヒゲナガコメツキ[17] Mulsanthes linteatus (Candèze, 1873)（シノニム: Ludius lineatus Candèze, 1873[212]）
      - M. l. aureopilosus (Miwa, 1934) - 琉球諸島に分布する亜種。記載当初は Neotrichophorus 属扱いであった。
      - M. l. linteatus - 日本（本州、四国、九州、屋久島[17]）や朝鮮半島に分布する基亜種。

    - Mulsanteus rubiginosus (Ôhira, 1966) - 琉球諸島や台湾に分布し、記載当初は Neotrichophorus 属。

  - Orthostethus Lacordaire, 1857
    - Orthostethus amami (Kishii, 1987)（シノニム: Elater amami Kishii, 1987）- 奄美大島に分布。
    - Orthostethus babai (Kishii, 1987)（シノニム: Elater babai Kishii, 1987）
      - O. b. babai - 沖縄本島、石垣島、西表島に分布する基亜種。
      - O. b. seinoi (Kishii, 1987) - 奄美大島や徳之島に分布する亜種。記載当初は Elater 属扱いであった。
      - O. b. taiwanus Kishii, 1989 - 台湾や中国大陸に分布する亜種。

    - Orthostethus kometsuki (Kishii, 1985)（シノニム: Elater kometsuki Kishii, 1985）- 日本に分布。
    - オオナガコメツキ[17][注 10] Orthostethus sieboldi (Candèze, 1873)（シノニム: Ludius sieboldi Candèze, 1873[211]）
      - O. s. sieboldi - 日本（北海道、本州、四国、九州、琉球諸島[17]）、朝鮮半島、中国南部に分布する基亜種。
      - O. s. tsushimensis Ôhira, 1997 - 対馬に分布する亜種。

  - Parallelostethus Schwarz, 1906
    - ヒメクロナガコメツキ[178] Parallelostethus georgelewisii W. Suzuki, 1985（シノニム: Ludius candezei Lewis, 1894）- 日本に分布。
    - Parallelostethus sakishimensis Ôhira, 1967 - 西表島や石垣島に分布。

  - Pittonotus Jacquelin du Val, 1860(ウィキスピーシーズ)
  - Sericus Eschscholtz, 1829
    - コガネホソコメツキ[178][17] Sericus bifoveolatus (Lewis, 1894)（シノニム: Megapenthes bifoveolatus Lewis, 1894[213]）- 日本（本州、四国、九州[17]）に分布。
    - Sericus brunneus (Linnaeus, 1758)（シノニム: Elater brunneus Linnaeus, 1758）
      - S. brunneus brunneus - ヨーロッパからアジアにかけて分布する基亜種。
      - S. brunneus sachalinensis (Miwa, 1928) - 日本や極東ロシアに分布する亜種。記載当初は Pittonotus 属扱いであった。

    - Sericus (Shirozulus) formosanus Ôhira, 1966 - 台湾に分布。
    - Sericus fujisanus (Lewis, 1894)（シノニム: Megapenthes fujisanus Lewis, 1894）- 日本や極東ロシアに分布。
    - Sericus hiramatsui (Ôhira, 1995) - 日本に分布。記載当初は Shirozulus 属。
    - イシダコガネホソコメツキ[20] Sericus ishidai (Kishii, 1955) - 日本に分布。記載当初は Vuilletus 属。
    - Sericus jezoensis Ôhira, 1992 - 日本に分布。

  - Taiwanostethus Kishii, 1994
    - Taiwanostethus tanidai Kishii, 1994 - 台湾に分布。

  - Vuilletus Fleutiaux, 1940(ウィキスピーシーズ)（シノニム: Metaricus Nakane & Kishi, 1958）
    - Vuilletus amamiensis Ôhira, 1967[214]
      - V. a. amamiensis - 奄美大島に分布する基亜種。
      - V. a. okinawanus Ôhira, 1971 - 沖縄本島に分布する亜種。

    - オオミドリヒメコメツキ Vuilletus crebrepunctatus (Nakane, 1959)(ウィキスピーシーズ)（シノニム: Metraricus viridis crebrepunctatus Nakane, 1959）- 日本に分布。
    - Vuilletus elongatus (Nakane & Kishii, 1958) - 屋久島に分布。記載当初は Metaricus 属。
    - Vuilletus peropacus (Nakane, 1959) - 日本に分布。記載当初は Metaricus 属。
    - ミドリヒメコメツキ[17] Vuilletus viridis (Lewis, 1894)（シノニム: Metaricus viridis (Lewis, 1894)、Sericosomus viridis Lewis, 1894）- 日本（本州、四国、九州[17]）、中国（貴州省、四川省）に分布。
    - ツヤミドリヒメコメツキ[215] Vuilletus yamazakii Ôhira, 1987 - 日本に分布。
- 族 Megapenthini Gurjeva, 1973
  - Abelater Fleutiaux, 1947(ウィキスピーシーズ)[216]
    - Abelater iriomotensis Kishii, 1985 - 西表島に分布。
    - Abelater pulcherus (Miwa, 1933)（シノニム: Melanoxanthus pulcherus Miwa, 1933[217]）- 琉球諸島に分布。
    - Abelater satoi (Ôhira, 1968) - 琉球諸島に分布。記載当初は Melanoxanthus 属扱い。
    - Abelater shirozui (Kishii, 1959) - 奄美大島、屋久島に分布。記載当初は Melanoxanthus 属扱い。

  - Agaripenthes Ôhira, 1970[216]
    - Agaripenthes babai (Kishii, 1989) - 台湾に分布。記載当初は Procraerus 属。
    - ヒメホソキコメツキ[90][17] Agaripenthes helvolus (Candèze, 1873)（シノニム: Agriotes helvolus Candèze, 1873[218]）- 日本（北海道、本州、四国、九州[17]）や中国遼寧省に分布。
    - Agaripenthes hoshidatensis (Ôhira, 1968) - 西表島に分布。記載当初は Procraerus 属。
    - Agaripenthes nagaoi (Ôhira, 1968) - 琉球諸島に分布。記載当初は Procraerus 属。
    - Agaripenthes satoi (Ôhira, 2003) - 沖縄に分布。記載当初は Procraerus 属。
    - Agaripenthes shibatai (Kishii, 1969) - 屋久島に分布。記載当初は Procraerus 属。
    - ウスグロホソキコメツキ[17] Agaripenthes tsutsuii (Nakane & Kishii, 1955) - トカラ列島の中之島に分布[17]。記載当初は Procraerus 属。
    - Agaripenthes watanabei (Ôhira, 1960)（シノニム: Procraerus watanabei Ôhira, 1960）- 三宅島、御蔵島に分布。

  - Amamipenthes Kishii, 1973[216]
    - Amamipenthes matobai Kishii, 1973 - 奄美大島に分布。

  - ミスジツヤケシコメツキ属[216] Cateanus Schimmel, 2004
    - ミスジツヤケシコメツキ Cateanus sonani (Miwa, 1934)（シノニム: Melanoxanthus sonani Miwa, 1934）- タイプ産地は沖縄島[216]。

  - Dolinolus Schimmel, 1999
    - Dolinolus carinatus (Candèze, 1878)（シノニム: Megapenthes carinatus Candèze, 1878）
    - Dolinolus malus (Fleutiaux, 1928)（シノニム: Megapenthes malus Fleutiaux, 1928）- 中国（広東省）に分布。

  - チャイロコメツキ属 Ectamenogonus Buysson[216][219]
    - Ectamenogonus matobai (Kishii, 1973)(ウィキスピーシーズ)（シノニム: Penthelater matobai Kishii, 1973）- 琉球諸島に分布。
    - Ectamenogonus miyakoensis Arimoto, 2022(ウィキスピーシーズ)
    - コナガコメツキ[17] Ectamenogonus plebejus (Candèze, 1873)(ウィキスピーシーズ)（シノニム: Ludius plebejus Candèze, 1873[212]; E. yakuensis (Ôhira, 1970)）- 日本（北海道、本州、四国、九州、琉球諸島[17]）、台湾、中国四川省等に分布。
    - Ectamenogosus robustus (Kishii, 1966)(ウィキスピーシーズ)（シノニム: Homotechnes robustus Kishii, 1966; E. takumii Kishii, 2006）- 日本に分布。

  - Gamepenthes Fleutiaux, 1928(ウィキスピーシーズ)[216]（シノニム: Nipponodrasterius Kishii, 1966）[220]
    - コキマダラコメツキ[17] Gamepenthes ornatus (Lewis, 1894)（シノニム: Megapenthes ornatus Lewis, 1894）- 日本（本州、四国、九州[17]）に分布。
    - キマダラコメツキ[17] Gamepenthes pictipennis (Lewis, 1894)（シノニム: Melanoxanthus pictipennis Lewis, 1894、Nipponodrasterius alpicola Kishii, 1966[220]）- 日本（北海道、本州、四国、九州[17]）に分布。
    - ヒメキマダラコメツキ[17] Gamepenthes similis (Lewis, 1894)（シノニム: Melanoxanthus similis Lewis, 1894）- 日本（本州、四国、九州[17]）に分布。
    - メスアカキマダラコメツキ[17] Gamepenthes versipellis (Lewis, 1894)（シノニム: Megapenthes versipellis Lewis, 1894）- 日本（北海道、本州、四国、九州[17]）に分布し、東洋区にも跨る[注 11]。
    - Gamepenthes yoshidai Ôhira, 1995 - 日本に分布。

  - Ganoxanthus Fleutiaux, 1928
    - Ganoxanthus virgatus (Candèze, 1891)（シノニム: Melanoxanthus virgatus Candèze, 1891）- 中国雲南省やチベットに分布し、東洋区にも跨る。

  - Hayekpenthes Ôhira, 1970[216]
    - ホソキコメツキ[17] Hayekpenthes pallidus (Lewis, 1894)（シノニム: Megapenthes pallidus Lewis, 1894）
      - H. p. masakii Kishii, 1979 - 石垣島、西表島に分布する亜種。
      - H. p. okinawensis Kishii, 1979 - 沖縄に分布する亜種。
      - H. p. pallidus - 日本や中国四川省に分布する基亜種。
      - H. p. tokunoshimensis Kishii, 1979 - 徳之島に分布する亜種。

  - Houwau Kishii, 1993
    - ホウオウコメツキ[221] Houwau alpicola Kishii, 1993 - 山梨県鳳凰山に分布。

  - Megapenthes Kiesenwetter, 1858(ウィキスピーシーズ)
    - Megapenthes azumai Arimoto, 1990 - 日本に分布。
    - Megapenthes japonicus Fleutiaux, 1902 - 日本に分布。
    - クロサワツヤケシコメツキ[17] Megapenthes kurosawai W. Suzuki, 1986 - 日本（本州、四国、九州[17]）に分布。
    - オガサワラホソキコメツキ Megapenthes kusuii (Ôhira, 1973)（シノニム: Procraerus kusuii Ôhira, 1973）[207]- 小笠原諸島に分布。
    - オガサワラツヤケシコメツキ Megapenthes makiharai Ôhira, 2005 - 小笠原諸島に分布し、タイプ産地は父島[222]。
    - ムネアカツヤケシコメツキ[223] Megapenthes opacus Candèze, 1873[209] - 日本に分布。
    - ツシマツヤケシコメツキ[224] Megapenthes seinoi Kishii, 2006 - タイプ産地は対馬[225]。
    - シロウズツヤケシコメツキ[226] Megapenthes shirozui Kishii, 1959(ウィキスピーシーズ)
      - M. s. shirozui - 日本に分布する基亜種で、タイプ産地は屋久島[227]。
      - ニホンツヤケシコメツキ[224] M. s. narukawai Kishii, 2006 - 本州に分布する亜種で、タイプ産地は三重県亀山市野登（）山[227]。

    - アマミツヤケシコメツキ[224] Megapenthes taichii (Kishii, 1975)[228]（シノニム: M. shirozui taichii Kishii, 1975）- 琉球諸島に分布し、タイプ産地は奄美大島[229]。
    - ミヤコツヤケシコメツキ[224] Megapenthes yagii Kishii, 2006 - タイプ産地は宮古島[230]。
    - オガサワラツヤケシコメツキ[224] Megapenthes yahiroi Kishii, 2006 - タイプ産地は小笠原諸島の母島[231]。

  - Megapenthoides Gurjeva & Dolin, 1972
    - Megapenthoides gussakovskii (Gurjeva, 1961)（シノニム: Megapenthes gussakovskii Gurjeva, 1961）- タジキスタンに分布。

  - Melanoxanthus Eschscholtz, 1833[216]
    - Melanoxanthus melanocephalus (Fabricius, 1781)（シノニム: Elater melanocephalus Fabricius, 1781）- 旧北区では日本、台湾、海南省、ネパールが分布域であり、東洋区、エチオピア区、新熱帯区にも跨る。

  - Neopenthes Kishii, 1973[216]
    - Neopenthes pallidihumeralis Kishii, 1973 - 琉球諸島に分布。

  - Parapenthes Jiang, 1999
    - Parapenthes varimaculatus Jiang, 1999 - 中国（福建省）に分布。

  - Platianeus Schimmel, 2004
    - Platianeus holzschuhi Schimmel, 2004 - ネパールに分布。
    - Platianeus kubani Schimmel, 2004

  - Procraerus Reitter, 1905[216]
    - クロホソキコメツキ[12] Procraerus carinipeps (Lewis, 1894)（シノニム: Megapenthes cariniceps Lewis, 1894）- 極東ロシア（沿海州[12]）や日本に分布し、タイプ産地は神奈川県箱根町木賀[213]。
    - Procraerus variegatus (Candèze, 1878)（シノニム: Ludius variegatus Candèze, 1878）- 旧北区（琉球諸島、台湾、中国広東省）、オーストラリア区、東洋区に分布。

  - Sawadapenthes Ôhira, 1970[216]
    - Sawadapenthes amami (Kishii, 1959)（シノニム: Gamepenthes amami Kishii, 1959）
      - S. a. amami - 奄美大島に分布する基亜種。
      - S. a. masakii Kishii, 1975 - 沖縄に分布する亜種。

  - Simodactylus Candèze, 1859
    - Simodactylus rougemonti Schimmel, 2003 - 香港に分布。
    - Simodactylus yamianus Ôhira, 1970 - 台湾に分布。

  - Xanthopenthes Fleutiaux, 1928(ウィキスピーシーズ)[216]
    - Xanthopenthes bicarinatus (Lewis, 1894)（シノニム: Megapenthes bicarinatus Lewis, 1894）- 日本や台湾に分布し、タイプ産地は恐らく長崎[176]。
    - Xanthopenthes granulipennis (Miwa, 1929) - 琉球諸島、台湾、中華人民共和国南部に分布。記載当初は Elater 属。
    - Xanthopenthes hiramatsui Ohira, 1995 - 沖縄に分布。
    - オオサメハダキコメツキ[17] Xanthopenthes konoi Nakane & Kishii, 1955 - 日本（トカラ列島の宝島、琉球諸島[17]）に分布。
- 族 Melanotini Candèze, 1859 (1848) - かつてはクシコメツキ亜科（Melanotinae）として扱われることもあった[11]。
  - クシコメツキ属 Melanotus Eschscholtz, 1829
    - クロツヤクシコメツキ[17][20] Melanotus (Melanotus) annosus Candèze, 1865[232] - 日本（本州、四国、九州[17]）、韓国、中国（吉林省、浙江省）に分布。
    - アカアシオオクシコメツキ[17] Melanotus (Spheniscosomus) cete Candèze, 1860
      - M. c. cete - 日本（本州、四国[17]）、韓国、中国に分布する基亜種。
      - M. c. tokarensis Ôhira, 1997 - トカラ列島中之島に分布する亜種。

    - オオクロクシコメツキ[17] Melanotus (Spheniscosomus) cribricollis (Faldermann, 1835) - 日本（本州、四国、九州[17]）、韓国、中国に分布。記載当初は Ludius 属。
    - コガタクシコメツキ[17] Melanotus (Melanotus) erythropygus Candèze, 1873[233]
      - M. e. erythropygus - 日本、韓国、北朝鮮、中国北東部に分布する基亜種で、タイプ産地は日本の兵庫[233]。
      - M. e. sado Kishii, 1994 - 佐渡に分布する亜種。
      - M. e. taishu Kishii, 1994 - 日本に分布する亜種。

    - マルクビクシコメツキ[11] Melanotus (Melanotus) fortumi Candèze, 1878
      - Melanotus fortnumi fortnumi - 日本に分布する基亜種。
      - Melanotus fortnumi yezoensis Ôhira, 1992 - 日本に分布する亜種。

    - クシコメツキ[11][17] Melanotus (Melanotus) legatus Candèze, 1860
      - M. l. erabu Kishii, 1988 - 沖永良部島に分布する亜種。
      - M. l. leeanus Kishii, 2002 - 韓国（済州島）に分布する亜種。
      - M. l. legatus - 日本、韓国、北朝鮮、中国に分布する基亜種。
      - イズクシコメツキ[17] M. l. masakianus Kishii, 1977 - 日本（伊豆諸島[17]）に分布する亜種。
      - M. l. ogatai Kishii, 1988 - トカラ列島、大隅に分布する亜種。

    - Melanotus (Nishimelanotus) masakii Kishii, 1975 - 沖縄本島に分布する。
    - ハネナガクシコメツキ[11][17] Melanotus (Melanotus) matsumurai Schenkling, 1927 - 日本（北海道、本州、四国、九州[17]）、韓国、北朝鮮、極東ロシアに分布。
    - オオマルクビクシコメツキ[20] Melanotus (Melanotus) niponicus Ôhira, 1964 - 日本に分布。
    - チャバネクシコメツキ[17] Melanotus seniculus Candèze, 1873 - 日本（本州、四国、九州[17]）に分布し、タイプ産地は兵庫[234]。
    - クロクシコメツキ[11][17] Melanotus (Melanotus) senilis Candèze, 1865
      - M. s. senilis - 日本（北海道、本州、四国、九州[17]）に分布する基亜種。
      - M. s. yakuinsulanus Kishii, 1986 - 屋久島に分布する亜種。

    - ナガチャクシコメツキ[17] Melanotus (Melanotus) spernendus Candèze, 1873[235]
      - ヤクナガチャクシコメツキ[17] M. s. kosugi Kishii, 1975 - 屋久島に分布する亜種。
      - M. s. spernendus - 日本（本州、四国、九州[17]）に分布する基亜種で、タイプ産地は長崎[235]。

    - Melanotus (Melanotus) tamsuyensis Bates, 1866 - 台湾および中国（福建省、四川省）に分布。

  - Metriaulacus Schwarz, 1901
  - Priopus Laporte, 1840
    - オガサワラホソクシコメツキ Priopus boninsis (van Zwaluwenburg, 1957)（シノニム: Neodiploconus boninsis Van Zwaluwenburg, 1957[236]）[204] - 小笠原諸島に分布。
    - Priopus ferrugineipennis (Miwa, 1927) - 記載当初は Neodiploconus 属。
      - P. f. ferrugineipennis - 日本や韓国（済州島）に分布。
      - P. f. kuniyoshii (Ôhira, 1967) - 沖縄本島に分布し、記載当初は Neodiploconus 属。

    - Priopus ishigakiensis (Ôhira, 1967) - 石垣島に分布し、記載当初は Neodiploconus 属。
    - Priopus kume Kishii, 2004 - 久米島に分布。
    - Priopus satoi (Nakane & Kishii, 1956) - 記載当初は Neodiploconus 属。
      - Priopus satoi matobai (Kishii, 1973) - 西表島に分布する亜種。記載当初は Neodiploconus 属。
      - Priopus satoi satoi - 宮古島に分布する基亜種。

    - ヨナグニホソクシコメツキ Priopus yonaguni (Kishii, 1982)（シノニム: Neodiploconus ferrugineipennis yonaguni Kishii, 1982[237]）

  - Szombathya Platia, 1986
    - Szombathya formosana (Szombathy, 1910)（シノニム: Psellis formosana Szombathy, 1910）- 台湾に分布。
- 族 Physorhinini Candèze, 1859
  - Anchastelater Fleutiaux, 1928
    - Anchastelater ornatus Fleutiaux, 1928 - 中国雲南省に分布し、東洋区にも跨る。

  - アシブトコメツキ属 Anchastus LeConte, 1853
  - Astanchus Gurjeva, 1979
  - Chastanus Dolin & Gurjeva, 1976
    - Chastanus castaneus (Miwa, 1934) - 琉球諸島に分布。記載当初は Anchastus 属。

  - Physorhinus Germar, 1840
  - Podeonius Kiesenwetter, 1858
    - Podeonius amamiensis (Ôhira, 1996) - 奄美大島に分布。記載当初は Anchastus 属。
    - クリイロニセコメツキ[11][20] Podeonius aquilus (Candèze, 1873)（シノニム: Anchastus aquilus Candèze, 1873[238]）- 別名: クリイロアシブトコメツキ[17]。
      - P. a. aquilus - 日本（本州、四国、九州[17]）や韓国に分布する亜種。
      - P. a. formosensis (Kishii, 1989) - 台湾に分布する亜種。記載当初は Akitsu 属であった。
      - P. a. ryukyuensis (Ôhira, 1968) - 琉球諸島に分布する亜種。記載当初は Anchastus 属であった。

    - クロアシブトコメツキ[20] Podeonius mus (Lewis, 1894)（シノニム: Anchastus mus Lewis, 1894）- 日本に分布。
    - Podeonius nagaoi (Ôhira, 1968) - 琉球諸島に分布。記載当初は Anchastus 属。
    - Podeonius rufipes (Lewis, 1894)（シノニム: Anchastus rufipes Lewis, 1894）- 日本に分布。
    - オガサワラアシブトコメツキ Podeonius yamamotoi (Ôhira, 1996)（シノニム: Anchastus yamamotoi Ôhira, 1996）[207]- 小笠原諸島に分布。

  - Porthmidius Germar, 1847
  - Suzukielater Kishii, 1987
    - Suzukielater babai (Kishii & Ôhira, 1956) - 日本に分布。記載当初は Sphenomerus 属。
- 族 Pomachiliini Candèze, 1859
  - Betarmon Kiesenwetter, 1858
    - Betarmon bisbimaculatus (Fabricius, 1803)（シノニム: Elater bisbimaculatus Fabricius, 1803）- ヨーロッパやアジア（トルコなど）に分布。

  - Idiotarmon Binaghi, 1940
    - Idiotarmon quadrivittatus (Ragusa, 1893)（シノニム: Betarmon quadrivittatus Ragusa, 1893）- イタリアに分布する。

  - Idolus Desbrochers des Loges, 1875
  - Idotarmonides Agajev, 1985
  - Isidus Mulsant & Rey, 1875
  - Parabetarmon Ôhira, 1970
    - Parabetarmon carinicephalus (Miwa, 1931) - 西表島や台湾に分布。記載当初は Neotrichophorus 属。

  - Pomachilius Eschscholtz, 1829
- 族 Synaptini Candèze, 1859（シノニム: Adrastini Candèze, 1863）
  - Adrastus Eschscholtz, 1829
  - Ctenoplus Candèze, 1863
  - ニセクチブトコメツキ属[11] Glyphonyx[注 12] Candèze, 1863(ウィキスピーシーズ)
    - Glyphonyx (Glyphonyx) bicolor Candèze, 1895
      - キバネクチボソコメツキ[20] G. b. bicolor - 日本（本州、四国、九州[17]）に分布する基亜種。
      - G. b. yaku Kishii, 1976 - 日本に分布する亜種。

    - クロスジクチボソコメツキ[20] Glyphonyx (Glyphonyx) dalopioides Nakane, 1959(ウィキスピーシーズ) - 日本に分布。別名: クロスヂニセクチブトコメツキ[11]。
    - Glyphonyx (Glyphonyx) esakii Miwa, 1934(ウィキスピーシーズ) - 日本に分布。
    - Glyphonyx (Glyphonyx) haterumarum Ôhira, 1968
      - G. h. haterumarum - 西表島に分布する基亜種。
      - G. h. takahashii Kishii, 1974 - 石垣島に分布する亜種。

    - Glyphonyx (Glyphonyx) ihai Ôhira, 1968 - 沖縄本島に分布。
    - クチボソコメツキ[20] Glyphonyx illepidus Candèze, 1873[239] - 日本に分布。
    - Glyphonyx (Glyphonyx) iriomotensis Miwa, 1934(ウィキスピーシーズ) - 西表島、石垣島、与那国島に分布。
    - Glyphonyx kishiii Ôhira, 1968 - 奄美大島に分布。
    - Glyphonyx koshikiensis Ôhira, 2003 - 上甑島に分布。
    - Glyphonyx kurosawai Nakane & Kishii, 1958 - 屋久島に分布。
    - Glyphonyx makiharai Ôhira, 1973 - 沖縄本島に分布。
    - Glyphonyx matobai Kishii, 1974 - 日本に分布。
    - Glyphonyx nomurai Ôhira, 1968 - 沖縄本島に分布。
    - Glyphonyx okinawanus Chûjô, 1959 - 奄美大島や沖縄本島に分布。
    - Glyphonyx pallidipes Miwa, 1934(ウィキスピーシーズ) - 石垣島や西表島に分布。
    - Glyphonyx shibatai Ôhira, 1968 - 奄美大島に分布。
    - Glyphonyx tamurai Kishii, 1985
      - G. t. tamurai - 西表島に分布する基亜種。
      - G. t. yamayai Kishii, 1986 - 沖縄本島に分布する亜種。

    - Glyphonyx uedai Kishii, 1977
      - G. u. erabuanus Kishii, 1988 - 口永良部島に分布する亜種。
      - G. u. uedai - 屋久島に分布する基亜種。

    - Glyphonyx yona Kishii, 1996 - 沖縄本島に分布。
    - Glyphonyx yonaguni Kishii, 1974 - 石垣島や与那国島に分布。
    - Glyphonyx yoshimotoi Ôhira, 1971 - 奄美大島に分布。
    - Glyphonyx yuwancola Ôhira, 1971
      - G. y. yambarus Kishii, 1986 - 沖縄本島に分布する亜種。
      - G. y. yuwancola - 奄美大島に分布する基亜種。

  - Kinokunia Kishii, 1998
    - Kinokunia yoshidai Kishii, 1998 - 日本に分布。

  - ニセムナボソコメツキ属[11] Lanecarus Ohira, 1962(ウィキスピーシーズ)
    - Lanecarus ihai Ôhira, 1962 - 奄美大島、沖縄本島、徳之島に分布。
    - Lanecarus katsuyai Ôhira, 2003 - 日本に分布。
    - ニセクチブトコメツキ[17] Lanecarus palustris (Lewis, 1894)（シノニム: Agriotes palustris Lewis, 1894）- 日本（本州、四国、九州[17]）に分布。別名: ニセムナボソコメツキ[11]。

  - Nepalinus Platia & Gudenzi, 2000
    - Nepalinus unicus Platia & Gudenzi, 2000 - ネパールに分布。

  - Peripontius Gurjeva, 1979
  - Silesis Candèze, 1863（シノニム: Parasilesis Ohira, 1990）
    - クチブトコメツキ[11][17] Silesis musculus Candèze, 1873[239]（シノニム: Parasilesis musculus (Candèze, 1873)）
      - Silesis musculus musculus - 日本、千島列島（= クリル列島）、朝鮮半島に分布する基亜種。
      - Silesis musculus nomurai Kishii, 1993 - 八丈島に分布する亜種。
      - Silesis musculus quelpartianus Kishii, 2002 - 韓国（済州島）に分布する亜種。
      - Silesis musculus tsushimensis Kishii, 1976 - 対馬に分布する亜種。

  - Synaptus Eschscholtz, 1829
    - Synaptus filiformis (Fabricius, 1781)（シノニム: Elater filiformis Fabricius, 1781）- ヨーロッパからアジア（トルコやシリアなど）にかけて分布。

  - Tolphorea Gurjeva, 1983

### ハナコメツキ亜科 Cardiophorinae
ハナコメツキ亜科（Cardiophorinae Candèze, 1859）は、Cardiophorus をタイプ属とする分類群。旧北区産の属以下の分類は Cate et al. (2007:194–) に従う。
- Allocardiophorus Ôhira, 1989
  - Allocardiophorus nigroapicalis (Miwa, 1927)（シノニム: Paracardiophorus nigroapicalis Miwa, 1927）- 琉球諸島に分布。
- Blaiseus Fleutiaux, 1931
  - Blaiseus bedeli Fleutiaux, 1931 - 中国広東省に分布し、東洋区にも跨る。
- Cardiophorus Eschscholtz, 1829
  - ホソハナコメツキ[17] Cardiophorus (Cardiophorus) niponicus Lewis, 1894[241] - 日本（本州[17]）に分布し、タイプ産地は "Nishimura"[241]。
  - アリバチネッタイハナコメツキ Cardiophorus notatus (Fabricius, 1781)（シノニム: Elater notatus Fabricius, 1781）- スリランカ、インド、バングラデシュに分布[10]。
  - クロハナコメツキ[242] Cardiophorus (Cardiophorus) pinguis Lewis, 1894[243] - 日本、朝鮮半島、中国北東部に分布し、タイプ産地は函館[243]。
- Cardiotarsus Eschscholtz, 1838
  - Cardiotarsus yamazakii Ôhira, 1968 - 沖縄本島や奄美大島に分布。
- Craspedostethus Schwarz, 1898
- ハナコメツキ属 Dicronychus Brullé, 1832
- Neocardiophorus Gurjeva, 1966
- コハナコメツキ属 Paracardiophorus Schwarz, 1895
  - Paracardiophorus amami Kishii, 1977 - 奄美大島に分布。
  - Paracardiophorus coreanus Kishii, 1977
    - P. c. coreanus - 韓国や中国黒竜江省などに分布する基亜種。
    - P. c. tsushimensis Kishii, 1977 - 対馬に分布する亜種。

  - Paracardiophorus imasakai Ôhira, 1995 - 日本に分布。
  - Paracardiophorus lewisi (Fleutiaux, 1902) - 日本に分布。記載当初は Cardiophorus 属。
  - Paracardiophorus nakanei Ôhira, 1986
    - P. n. hondoensis Ôhira, 1997 - 日本に分布する亜種。
    - P. n. nakanei - 屋久島に分布する基亜種。

  - クロコハナコメツキ[20] Paracardiophorus opacus (Lewis, 1894)（シノニム: Cardiophorus opacus Lewis, 1894[241]）- 日本に分布。
  - コハナコメツキ[17] Paracardiophorus pullatus (Candèze, 1873)（シノニム: Cardiophorus pullatus Candèze, 1873[244]）
    - P. p. hachijo Kishii, 1994 - 八丈島に分布する亜種。
    - P. p. pullatus - 日本（北海道、本州、四国、九州[17]）、韓国、北朝鮮、極東ロシア、モンゴルに分布する基亜種。
    - P. p. yasudai (Ôhira, 1986) - 北海道に分布する亜種。

  - アカアシコハナコメツキ[17] Paracardiophorus sequens (Candèze, 1873)（シノニム: Cardiophorus sequens Candèze, 1873[244]）
    - P. s. purpuratus Kishii, 1977 - 屋久島に分布する亜種。
    - P. s. sequens - 日本（北海道、本州、四国、九州[17]）、朝鮮半島、中国（山西省、陝西省、福建省、浙江省）に分布する基亜種。

  - Paracardiophorus tokara Nakane & Kishii, 1955
    - P. t. erabu Kishii, 1977 - 沖永良部島や与論島に分布する亜種。
    - P. t. heianus Kishii, 1977 - 徳之島に分布する亜種。
    - P. t. kikai Kishii, 1977 - 喜界島や奄美大島に分布する亜種。
    - P. t. tokara - 琉球諸島に分布する基亜種。
    - P. t. yakuensis Ôhira, 1970 - 屋久島に分布する亜種。
- Phorocardius Fleutiaux, 1931
- Platynychus Motschulsky, 1858
  - Platynychus (Displatynychus) adjutor (Candèze, 1873)（シノニム: Cardiophorus adjutor Candèze, 1873[245]）
    - アカアシハナコメツキ[20] P. a. adjutor - 日本（本州、四国、九州[17]）や韓国などに分布する基亜種。
    - P. a. tamurai (Kishii, 1974) - 琉球諸島に分布する亜種で、記載当初は Dicronychus 属。

  - Platynychus (Platynychus) amamianus (Kishii, 1979) - 奄美大島に分布。記載当初は Dicronychus 属。
  - Platynychus (Platynychus) formosanus (Matsumura, 1910) - 日本（琉球諸島）、台湾、中国（江西省、河南省、湖北省、甘粛省）に分布。記載当初は Cardiophorus 属。
  - Platynychus (Platynychus) loochooensis (Kishii, 1979) - 沖縄本島、石垣島、西表島に分布。記載当初は Dicronychus 属。
  - Platynychus (Platynychus) masafumii (Ôhira, 1973) - 西表島に分布。記載当初は Dicronychus 属。
  - オオハナコメツキ[17][20] Platynychus (Platynychus) nothus (Candèze, 1865)（シノニム: Cardiophorus nothus Candèze, 1865[246]）- 日本（北海道、本州、四国、九州[17]）や中国に分布。
- Ryukyucardiophorus Ôhira, 1973
  - Ryukyucardiophorus loochooensis (Miwa, 1934)（シノニム: Paracardiophorus loochooensis Miwa, 1934）- 琉球諸島や台湾に分布。
  - Ryukyucardiophorus tokarensis Kishii, 1976 - トカラ列島の中之島に分布。

### 亜科 Hemiopinae
Hemiopinae Fleutiaux, 1941。東半球にのみ分布。属の分類は Kundrata et al. (2019:122–123) に従う。旧北区産の属以下の分類および分布情報は Cate et al. (2007:186) による。
- Exoeolus Broun, 1893(ウィキシピーシーズ)

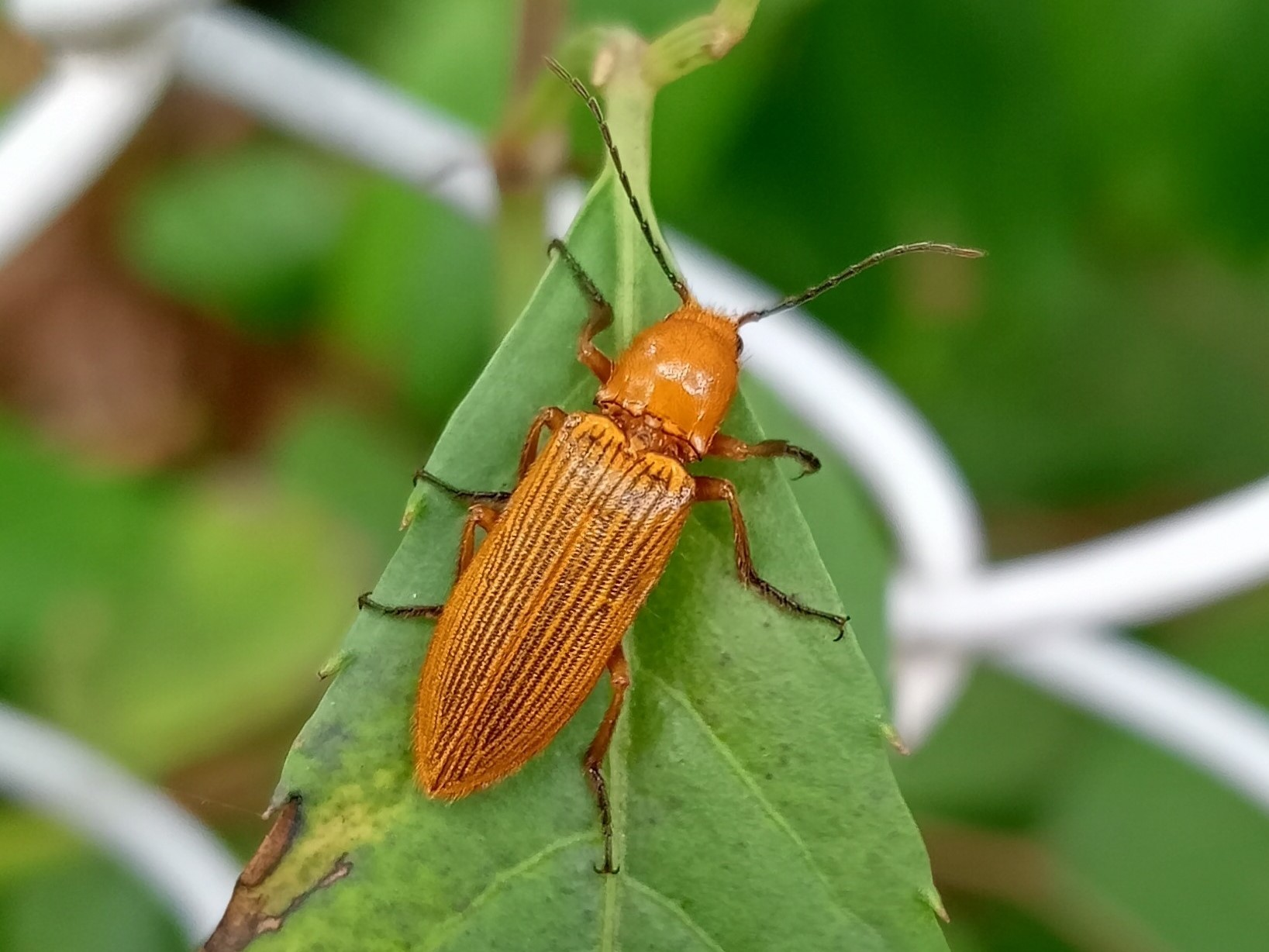
クビマルキコメツキ [亜科 Hemiopinae

- Hemiops Laporte, 1838(ウィキスピーシーズ) - 大部分がアジア大陸部に分布[247]。
  - クビマルキコメツキ Hemiops flavus Laporte, 1836 - 旧北区（台湾、中国）、東洋区（東南アジア）に分布[247]。
  - Hemiops ireii Ôhira & Makihara, 2007(ウィキスピーシーズ) - 2007年に沖縄産の標本を基に新種記載された[248]。
- Legna Walker, 1858
  - Legna convexa (Vats & Kashyap, 1992)（シノニム: Plectrosternus convexus Vats & Kashyap, 1992）- インド北部に分布。
  - Legna coolsi (Schimmel, 1996)（シノニム: Plectrosternus coolsi Schimmel, 1996）
  - Legna foveata (Patwardhan & Athalye, 2012)（シノニム: Plectrosternus foveatus）
  - Legna rufa (Lacordaire, 1857)（シノニム: Plectrosternus rufus Lacordaire, 1857）- 台湾に分布し、東洋区にも跨る。
- Parhemiops Candèze, 1878(ウィキスピーシーズ)

### 亜科 Physodactylinae
Physodactylinae Lacordaire, 1857。分類は Kundrata et al. (2019:128–129) に従う。
- Dactylophysus Fleutiaux, 1892
- Physodactylus Fischer von Waldheim, 1823
  - オーベルチュールフトツメコメツキ Physodactylus oberthuri Fleutiaux, 1892 - ブラジルに分布[10]。

### 亜科 Subprotelaterinae
Subprotelaterinae Fleutiaux, 1920。Kundrata et al. (2019:130) は以下の1属のみからなるとしている。
- Subprotelater Fleutiaux, 1916
  - Subprotelater bakeri Fleutiaux, 1916
  - ニセキマダラツツコメツキ[249] Subprotelater hisamatsui Nakane, 1987 - 小笠原諸島に分布[250]。
  - Subprotelater japonicus Nakane & Hisamatsu, 1991 - 奈良県に分布[250]。

### 亜科 Morostominae
Morostominae Dolin, 2000 は、Morostoma Candèze, 1879 をタイプ属とする亜科。

### 亜科 Parablacinae
Parablacinae Kundrata, Gunter, Douglas & Bocak, 2016。2016年に新設された亜科で、その際は以下のうち Sharon 属を除くオーストララシア産の属のみで占められていた。分類は Kundrata et al. (2019:127–128) に従う。
- Metablax Candèze, 1869
- Ophidius Candèze, 1863 - 本亜科が新設される前はコメツキムシ亜科の下に置かれていた。4種全てがオーストラリアのニューサウスウェールズ州やクイーンズランド州に分布が限られる[10]。
  - Ophidius dracunculus
  - Ophidius elegans
  - ドウケコメツキ[10] Ophidius histrio Boisduval, 1835
  - Ophidius vericulatus
- Parablax Schwarz, 1906
- Parasaphes Candèze, 1882
- Sharon Arias-Bohart & Elgueta, 2015(ウィキスピーシーズ) - 2015年にチリ産の Sharon amoena (Philippi, 1861) 1種のみの属として設置された[253]。
- Tasmanelater Calder, 1996
- Wynarka Calder, 1986
- Xuthelater Calder, 1996

### 亜科 Plastocerinae
かつては独立の科フサヒゲムシ科（Plastoceridae Crowson, 1972）とされていたが、分子系統学的研究の結果2018年にコメツキムシ科の一亜科 Plastocerinae とされた。
- Plastocerus Schaum, 1852
  - フサヒゲムシ Plastocerus angulosus (Germar, 1845) - トルコ（アナトリア）に分布[10]。記載当初は Callirhipis 属。
  - Plastocerus thoracicus - 東南アジアに生息[10]。

### 亜科 Omalisinae

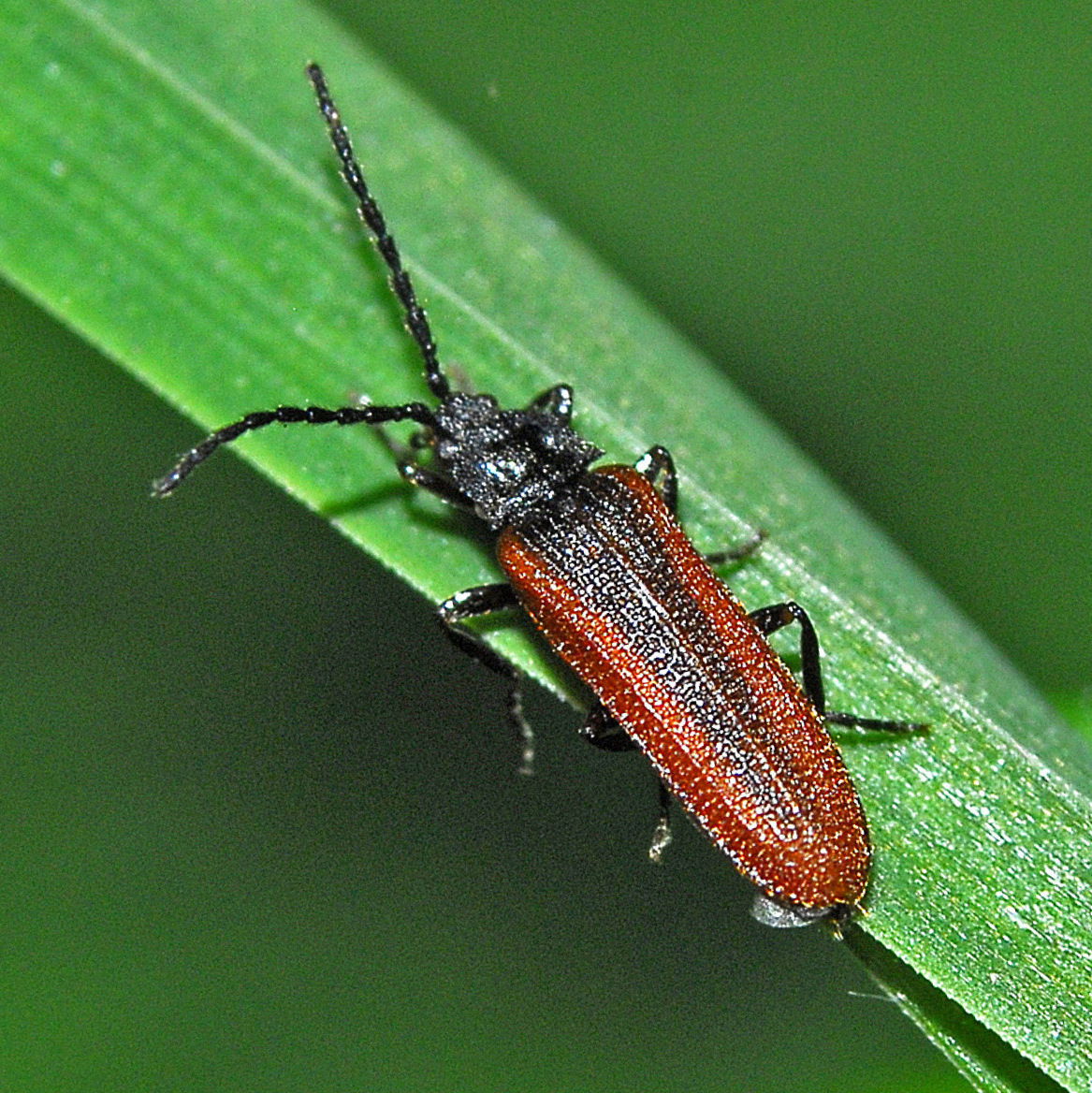
Omalisus fontisbellaquaei（撮影地: イタリア）

かつては独立の科 Omalisidae Lacordaire, 1857 とされていたが、ゲノム解析の結果2018年にコメツキムシ科の一亜科 Omalisinae とされた。
- Omalisus Geoffroy, 1762
  - Omalisus fontisbellaquaei Geoffroy, 1762 - ヨーロッパ（イタリア含む）からトルコにかけて分布[258]

### 亜科 Sinopyrophorinae

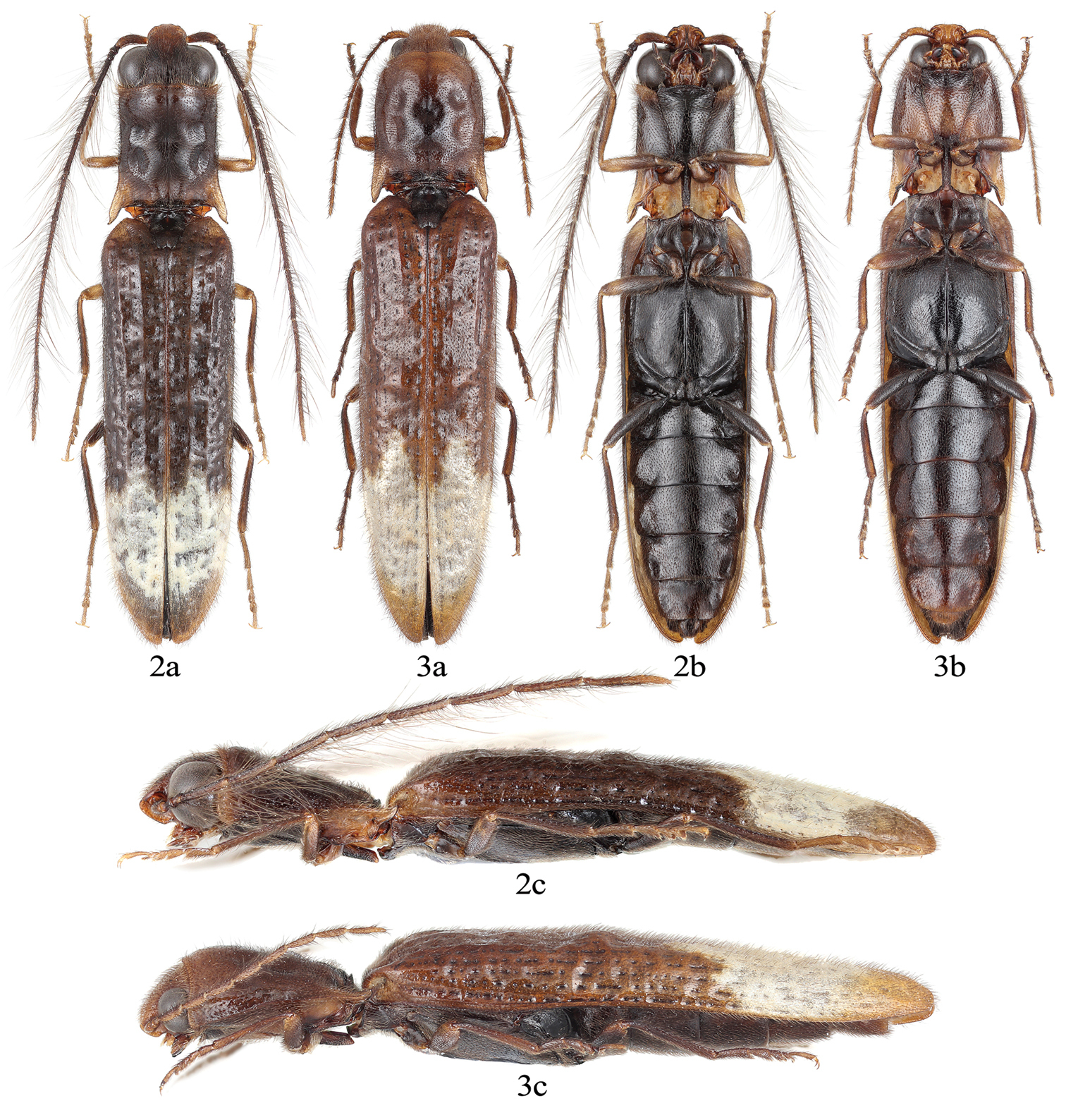
Sinopyrophorus schimmeli

Sinopyrophorinae Bi, He, Chen, Kundrata & Li, 2019(ウィキスピーシーズ)。2019年に以下の新属と共に新設。
- Sinopyrophorus Bi & Li, 2019 - 中国雲南省をタイプ産地とする Sinopyrophorus schimmeli Bi & Li, 2019(ウィキスピーシーズ) 1種のみの属[259]。